# Ucraïna
Ucraïna (en ucraïnès: Україна; TR: Ukraïna/Ukrajina; AFI: [ʊkrɐˈjinɐ] ( escolteu-ho)) és un estat de l'Europa de l'Est. Afronta amb Belarús al nord, amb Rússia al nord-est i a l'est, amb la mar d'Azov i la mar Negra al sud, amb Romania i Moldàvia al sud-oest, i amb Hongria, Eslovàquia i Polònia a l'oest. La mar Negra també separa Ucraïna de Geòrgia, Turquia i Bulgària, així com Romania i Rússia, ja esmentats com a fronterers per terra.

## Etimologia
Ucraïna (ucraïnès: Україна, Ukraïna) prové de kraïna, paraula d'arrel eslava que significa 'país' o 'territori', més el prefix "u-", que significa 'dins'. Per tant, la paraula significaria 'dins del territori'. En temps de l'Imperi Rus i en època soviètica, es va propagar la lectura errònia de l'etimologia com a significant 'territori fronterer'. En ucraïnès modern, "країна" (kraïna o kraiína) significa 'país'. Abans, Ucraïna era coneguda com el país de la Rus, Rus de Kíev, o Petita Rússia, i en la literatura occidental com a Rutènia.

## Història

### Edat mitjana
L'actual territori que forma Ucraïna va ser la part meridional del primer estat eslau oriental: el Principat de Kíev o Rus de Kíev (en antic eslau oriental: Рѹсь; en ucraïnès modern: Ки́ївська Русь, transcrit: Kýiivska Rus'; en grec antic: Ρωσία, transcrit: Rossia); segle ix—1240). La seva capital era Kíev. Fins avui dia, en l'àmbit científic, no hi ha una única teoria sobre la fundació de l'estat de Rus' de Kíev. D'acord amb la Crònica Primària (ca. 1113), la ciutat de Kíev va ser fundada pels germans Kyi, Xek, Khòriv i la germana Lýbid, i aquesta ciutat va esdevenir capital del futur estat de Kíev. D'acord amb la teoria "normandista", sobre aquesta base, els varegs (un poble viking procedent dels territoris de la Suècia actual) Askold i Dir, enviats pel governant de Nóvgorod, Riurik, agafen el control de la ciutat de Kíev. Aquests després són deposats pel príncep Oleh, també vareg. Amb el temps, els varegs van ser assimilats per la població eslava local, el poble ruteni, l'antic nom que rebien els ucraïnesos (o protoucraïnesos). Durant els segles x i xi, el territori ucraïnès es va convertir en l'estat més important d'Europa i es va forjar la identitat ucraïnesa que ha perdurat fins a l'actualitat.

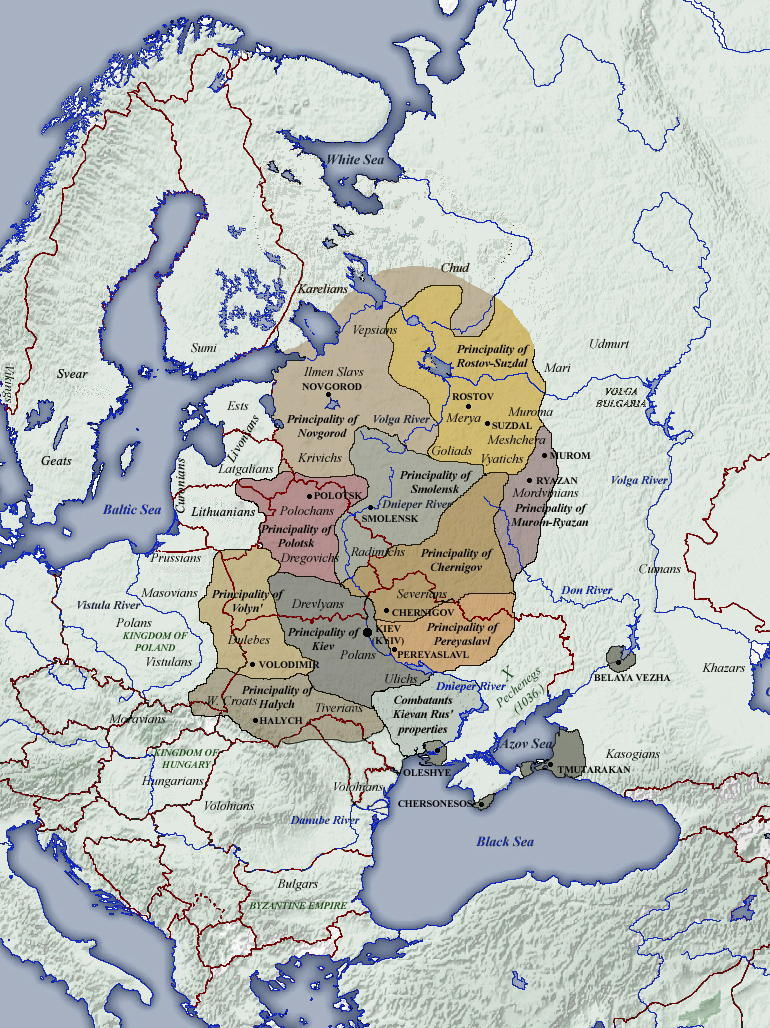
principats eslaus orientals medievals

Originàriament, el terme rus' feia referència a tots els principats eslaus orientals procedents de Kíev, però a causa de les disputes internes i de les intrusions dels mongols i els tàtars, començaren a definir-se les tres grans branques dels eslaus orientals: russos (que es deien muscovites), amb el centre a Vladímir (posteriorment Moscou), ucraïnesos al voltant de Kíev i als principats de Galítsia i Volínia (aquests últims dos unificats el 1199 en un estat que durà fins al 1340 i després ocupats per Polònia i altres estats), i belarussos als principats de Polèsia (en llatí: Polesia; belarús: Палессе, transcrit: Palièssie; en ucraïnès: Полісся, Políssia; en rus: Поле́сье, Polèssie) i Minsk, Smolensk i Pinsk.
A mitjan segle xiv, els lituans aprofitaren la debilitat dels tàtars i van començar a ocupar el principat. Posteriorment, Polònia i Lituània s'uniren en un estat, la Confederació de Polònia i Lituània i els territoris ucraïnesos van quedar subjectes a la dominació polonesa.

### Renaixement, època moderna

territoris controlats pels cosacs ucraïnesos al segle XVIII

Ja a mitjan segle xvii, els serfs ucraïnesos que van fugir de Polònia crearen un estat independent al centre del país, donant origen als cosacs i Hetmanat. El 1775, els cosacs ucraïnesos van ser destruïts pel govern rus, i la majoria de la població d'Ucraïna es va convertir en serfs. Tots els arxius i armes dels cosacs que són testimoni de la història d'Ucraïna als segles XVI-XVIII es van guardar al Fort Santa Elisabet, d'on marxaven les tropes que van destruir l'últim Sitx (fortificacions cosaques), i el seu darrer líder, Petro Kalnyshevskyi, va morir a la presó en un racó remot de Rússia.
També es va dur a terme una política agressiva de russificació: a les terres ucraïneses sota control rus, estava oficialment prohibit utilitzar la llengua ucraïnesa, utilitzar-la per a qualsevol propòsit i ensenyar-la. Després de les particions de Polònia de finals del segle xviii entre Prússia, l'Imperi d'Àustria i l'Imperi rus, la Ucraïna occidental va quedar sota la dominació austríaca i després austrohongaresa, mentre que l'oriental en va romandre sota la russa.

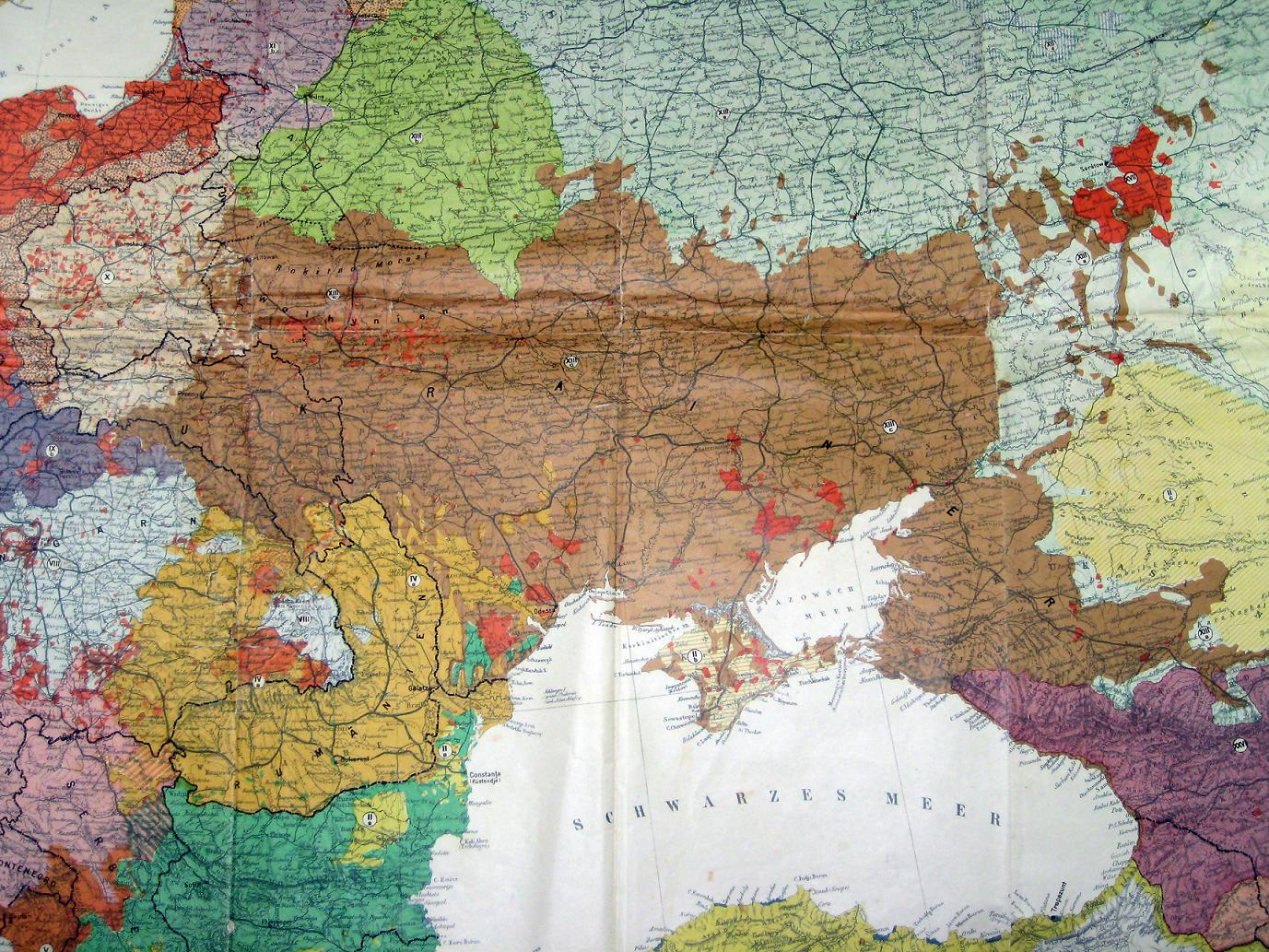
territori ètnic de residència dels ucraïnesos

A les terres ucraïneses occidentals sota el control dels estats europeus, els ucraïnesos tenien més llibertat en la vida política i cultural, per això hi van sorgir els primers partits polítics ucraïnesos, mentre que a Rússia estava prohibit. Les autoritats russes no van reconèixer en absolut l'existència d'una nació ucraïnesa separada.
Durant aquest període, comença a revifar la consciència nacional en un procés paral·lel a la Renaixença catalana. Després de la Guerra d'Independència d'Ucraïna del 1917, Ucraïna va assolir una breu independència en dos estats: la República Popular d'Ucraïna Occidental i la República Popular d'Ucraïna, units el 1920. La Guerra d'Independència d'Ucraïna fou una sèrie de conflictes que van implicar a diversos adversaris, i es van estendre entre 1917 i 1921, donant lloc a l'establiment i desenvolupament d'una república d'Ucraïna. El 1922, però, l'estat torna a ser dividit, aquesta vegada entre Polònia i la Unió Soviètica. La part soviètica va ser una de les repúbliques fundadores d'aquest estat sota el nom de República Socialista Soviètica d'Ucraïna.

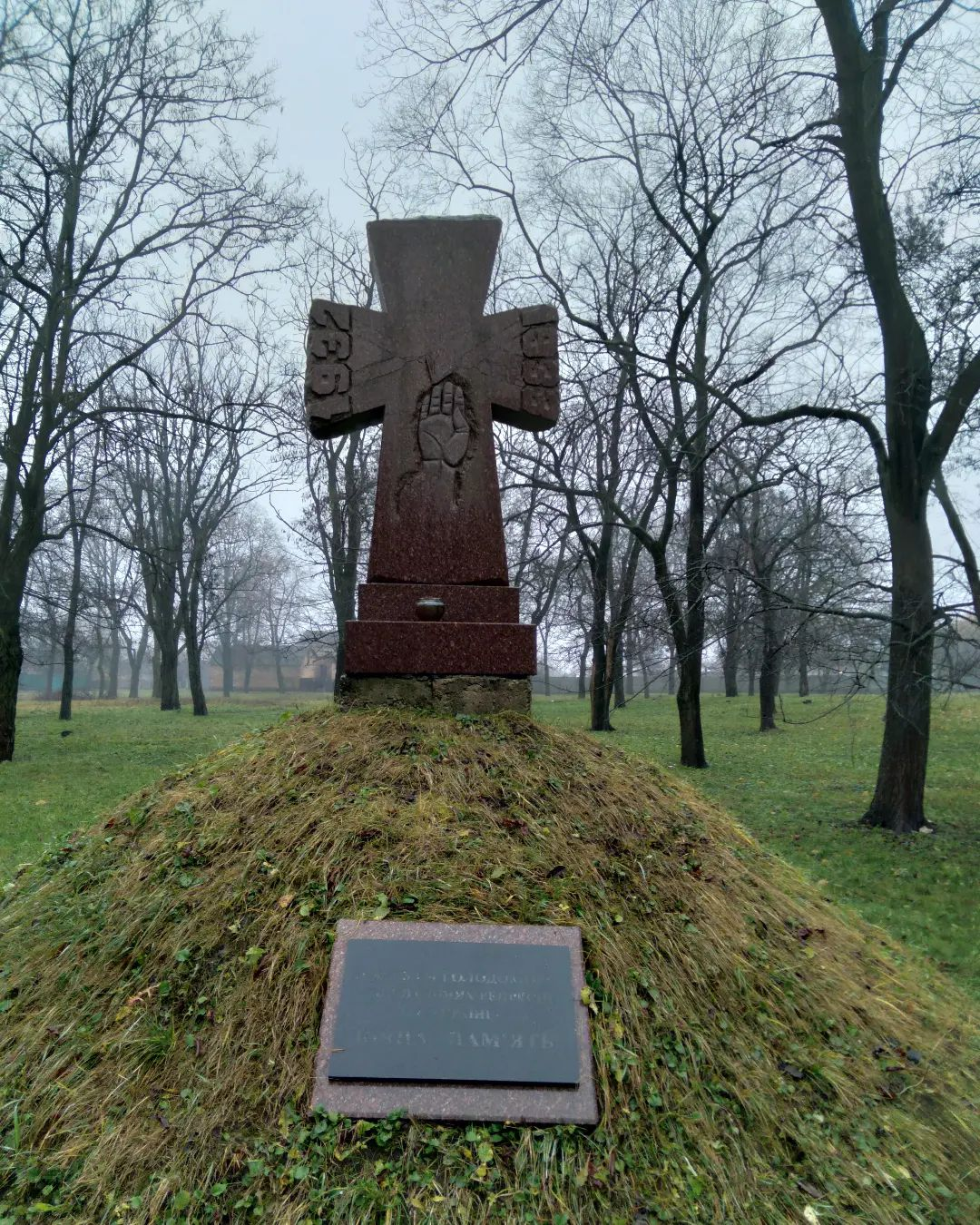
un dels monuments a les víctimes de l'Holodomor i la repressió soviètica, erigit després de la independència d'Ucraïna

Durant els anys més durs de la Unió Soviètica sota Stalin, s'hi van dur a terme moltes purgues; entre aquestes, la purga dels intel·lectuals ucraïnesos (escriptors, artistes, músics, actors, etc., capdavanters). D'aquest episodi, se'n diu Renaixença afusellada (розстрі́ляне Відро́дження, rozstríliane Vidródjennia, anys 20 i 30). Coincidint amb això, hi ha l'episodi del genocidi ucraïnès anomenat Holodomor (Голодомо́р, 1932-33), una fam artificial creada pel règim de Stalin, en què tots els aliments foren trets del país per soldats i les fronteres tancades. Hi van morir milions de persones.

### Segona Guerra mundial
El 1939, la Ucraïna polonesa fou ocupada per la Unió Soviètica, però el règim estalinista era tan repressiu, que quan l'Alemanya nazi envaeix l'URSS el 1941 en què va tenir lloc el setge de Kíiv, certs ucraïnesos (essencialment a l'oest del país) van acollir la Wehrmacht com a exèrcit alliberador. El 22 de juny de 1941, l'Organització dels nacionalistes ucraïnesos va proclamar la independència d'Ucraïna a Lviv, refusada per Alemanya, la qual comença la repressió contra l'organització: mata o deté els seus dirigents i es formà l'Exèrcit insurgent ucraïnès, una xarxa de resistència nacionalista per lluitar contra els ocupants.

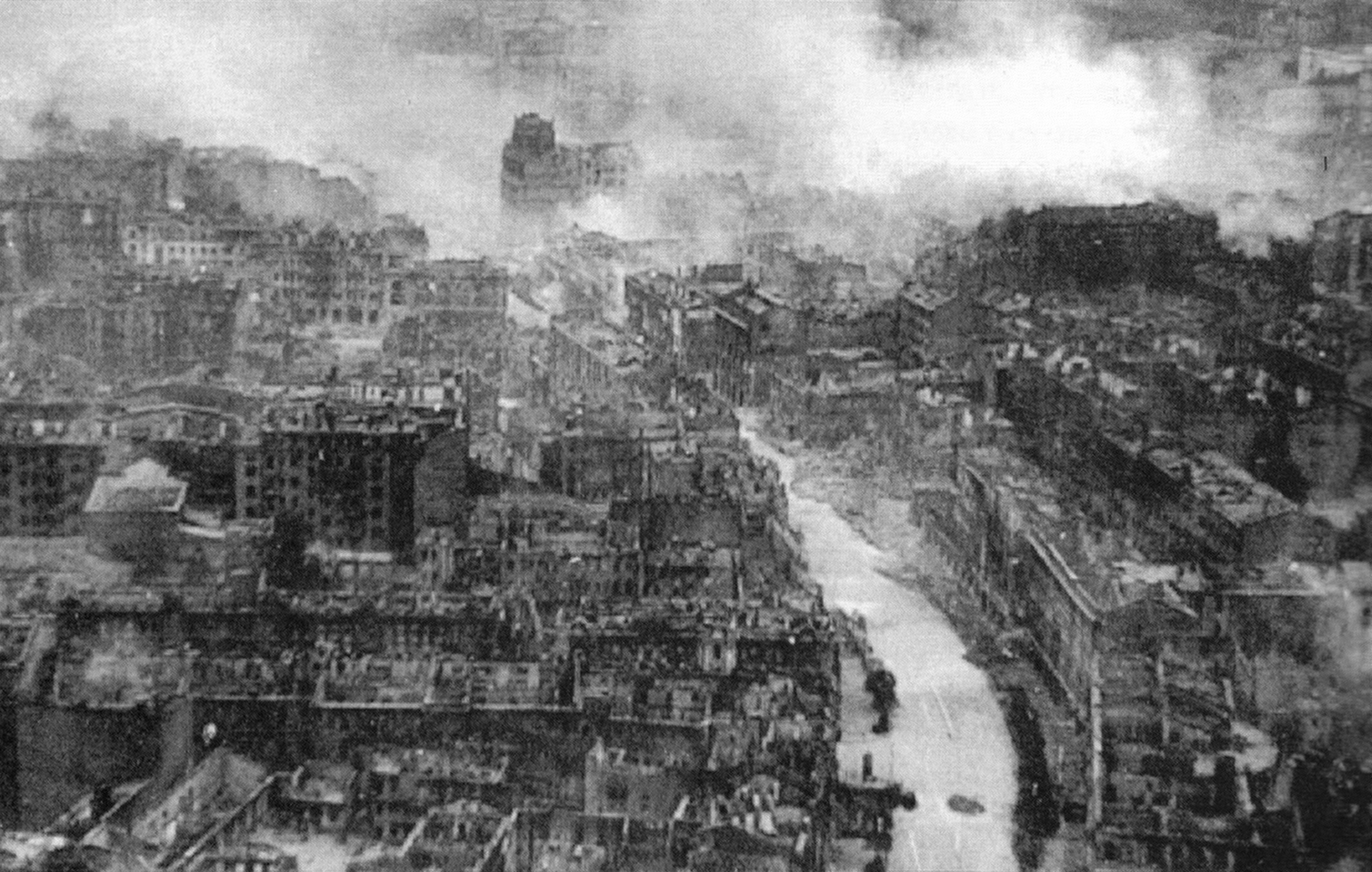
edificis residencials destruïts a Kíev

Durant els anys d'ocupació i guerra, la comunitat jueva, molt nombrosa a Ucraïna, va ser exterminada i la política de terra cremada duta a terme pels dos bàndols va deixar el país en ruïnes. Els col·laboracionistes es van introduir sobretot en les forces de policia, l'Exèrcit d'alliberament ucraïnès, els Hiwis, i la 14a Divisió Waffen SS de Granaders, i uns 180.000 voluntaris que servien amb unitats escampades per tot Europa, que l'abril de 1945 s'incorporaren a l'Exèrcit Nacional d'Ucraïna, de curta durada, comandat pel general Pavlo Shandruk, i dissolt el maig del 1945.

### Guerra Freda
El 1954, la regió de Crimea va ser transferida a Ucraïna per decisió personal de Khrusxov.

### Independència
Després de molts segles de dominació estrangera, el 25 d'agost del 1991 –poc després del cop d'estat fracassat de l'URSS– el Parlament ucraïnès va declarar la independència, decisió que va ser ratificada l'1 de desembre mitjançant un referèndum popular. Unes setmanes després va passar a formar part de la CEI, una institució amb poca efectivitat que vol mantenir els lligams econòmics amb Rússia. Tot i ser membre fundador de la CEI, avui dia Ucraïna ja no n'és un veritable membre, i hi manté només l'estatus de "membre participatiu".
Ucraïna fou considerada, inicialment, una república amb condicions econòmiques més favorables que la resta d'estats de l'antiga URSS. Tot i així, el país va experimentar una recessió econòmica més profunda que la resta de repúbliques. Durant la recessió, Ucraïna va perdre el 60% del PIB entre 1991 i 1999, i va patir taxes d'inflació superiors al 1.000%. Insatisfets amb les condicions econòmiques, així com amb el crim i la corrupció, els ucraïnesos van protestar i organitzaren diverses vagues.

### Tercera potència nuclear en el moment de la dissolució de l'URSS
A l'arsenal militar ucraïnès l'any 1994 s'hi comptaven entre 1.800 i 1.900 caps nuclears, com a part de l'herència de l'URSS, la qual cosa convertia Ucraïna de facto en la tercera potència nuclear del món. En comparació, Rússia en tenia uns 30.000, els Estats Units uns 10.000, i la quarta potència nuclear, França, uns 500.
El cost de mantenir aquest arsenal era, però, inassumible per a la nova república. Rússia el va anar traslladant al seu territori amb la promesa de no fer-lo servir contra Ucraïna. El president d'Ucraïna, Leonid Kravtxuk, davant les crítiques d'una part de la població que no volia perdre'l, va declarar en aquells moments que “mantenir les armes amb seguretat ens hauria costat entre 10.000 i 30.000 milions de dòlars”.
El desarmament ucraïnès es va pactar en una reunió a Moscou entre Borís Ieltsin, president rus; el dels Estats Units, Bill Clinton; i Kravtxuk. El gener del 1994 es va acordar que tots els caps nuclears ucraïnesos s’enviarien a Rússia, a canvi de compensacions econòmiques. Els Estats Units van oferir 175 milions de dòlars en ajudes i Rússia un intercanvi de caps nuclears per diners i combustible per a les centrals nuclears. El desmantellament de l'arsenal nuclear ucraïnès es va completar el 1996.

### Nova Constitució
L'any 1994, el president Kravtxuk va acordar avançar les eleccions presidencials, en les quals va perdre el càrrec davant l'anterior primer ministre del país, Leonid Kutxma.
Durant les dues legislatures de Kutxma, l'economia ucraïnesa es va estabilitzar i des del 2000 ha gaudit d'un creixement econòmic constant, amb una mitjana anual aproximada del 7%, una de les majors taxes de creixement tant a Europa com arreu del món. L'any 1996 fou aprovada una nova constitució, que va establir un règim semipresidencial i va dotar Ucraïna d'un sistema polític estable. Malgrat això, Kutxma fou criticat per excés de poder, corrupció, transferència de propietats públiques a mans d'oligarques afins, atacs a la llibertat d'expressió i frau electoral.

### Revolució Taronja

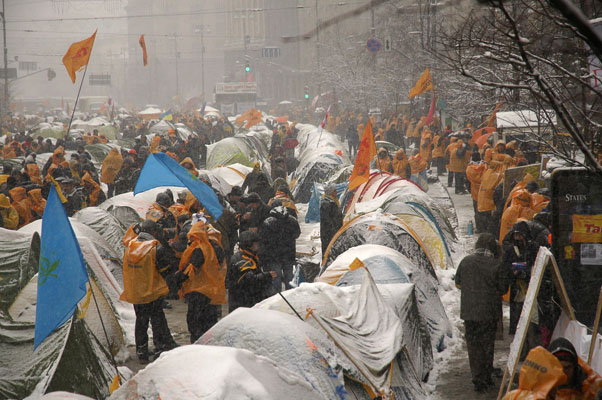
Per defensar els seus drets democràtics, van viatjar a la capital centenars de milers d'ucraïnesos de tot el país, protestant al carrer enmig del fred de l'hivern

L'any 2004, Víktor Ianukòvitx, aleshores primer ministre, fou declarat guanyador de les eleccions presidencials, manipulades segons els observadors internacionals que hi havia presents. L'escrutini va causar un clam popular en suport del candidat de l'oposició, Víktor Iúixtxenko, que va encapçalar la pacífica Revolució Taronja contra els resultats. Aquesta revolta impulsà Víktor Iúixtxenko i Iúlia Timoixenko al poder, deixant Ianukòvitx en l'oposició.

### Post-Revolució Taronja
El març del 2006, van tenir-hi lloc les eleccions a la Rada Suprema (Verkhovna Rada) i tres mesos més tard es va constituir un govern de coalició anticrisi format pel Partit de les Regions, el Partit Comunista d'Ucraïna i el Partit Socialista d'Ucraïna. El darrer partit s'havia separat de la Coalició Taronja amb Nostra Ucraïna i el Bloc Iúlia Timoixenko. La nova coalició va nomenar Víktor Ianukòvitx per al càrrec de primer ministre, que va tornar així al càrrec, mentre el líder del Partit Socialista esdevenia president del Parlament. Unes noves eleccions van tenir lloc el setembre del 2007, amb victòria de la Coalició Taronja d'Iúixsxenko i Timoixenko.

### EuroMaidan

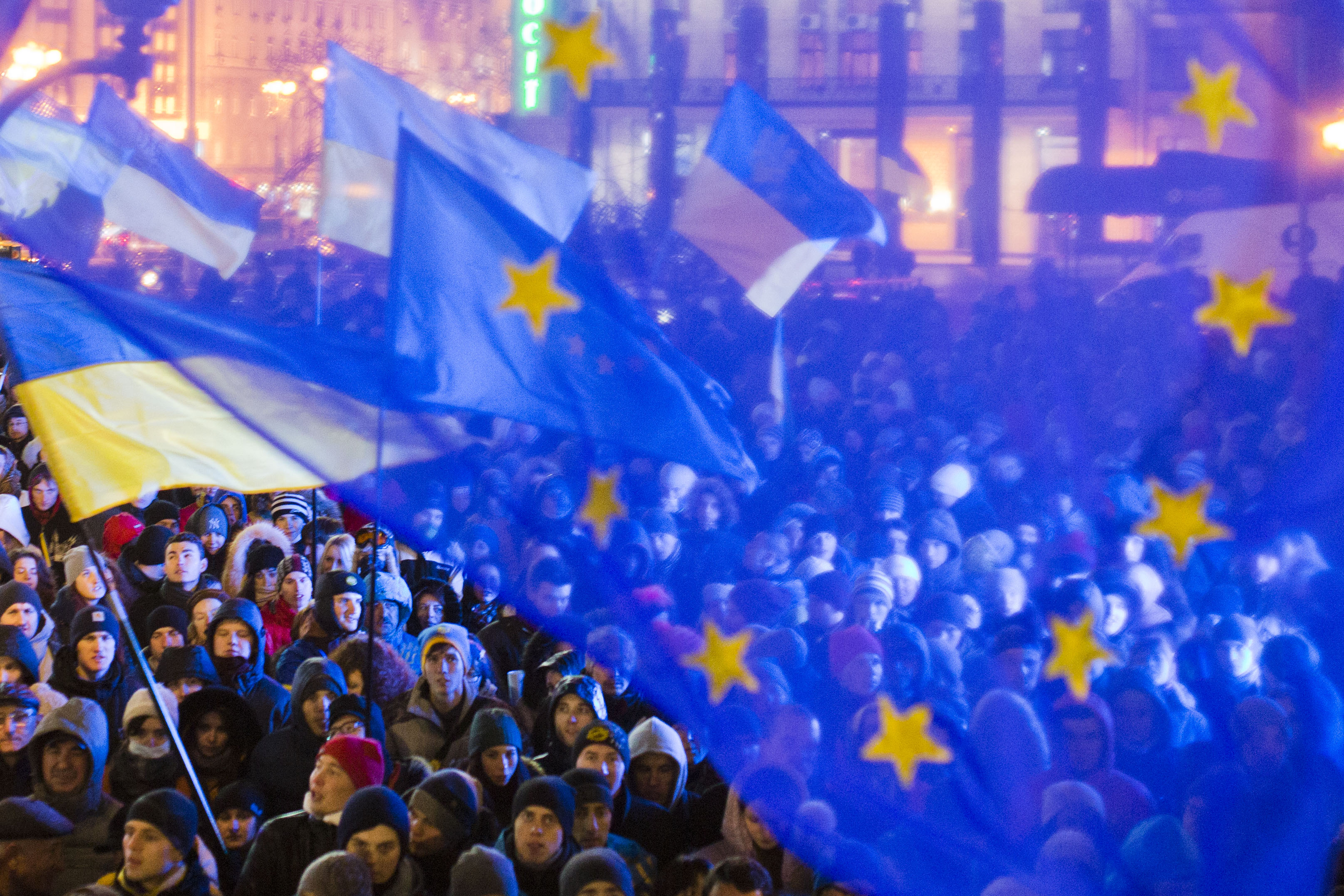
Manifestació a favor de la UE a Kíiv, el 27 de novembre de 2013, durant les protestes de l'Euromaidan

Va haver-hi una onada de protestes a Ucraïna, que va començar la nit del 21 de novembre del 2013, amb un seguit de protestes públiques que exigien una major integració europea. El 29 de novembre, el president d'Ucraïna, Víktor Ianukòvitx, rebutjà l'acostament a la Unió Europea, i l'acusà d'«humiliar» el seu país oferint-li només 800 milions d'euros per impulsar les reformes necessàries per signar l'acord amb la Unió. Durant les manifestacions es van produir més d'un centenar de morts, moltes de les quals no van ser mai aclarides.

### Guerra civil a l'est
Des de finals de febrer del 2014, van tenir lloc manifestacions de grups prorussos, ultranacionalistes, i en contra del govern, a les principals ciutats de les regions de l'est i sud d'Ucraïna, arran del moviment Euromaidan i Revolució ucraïnesa 2014.

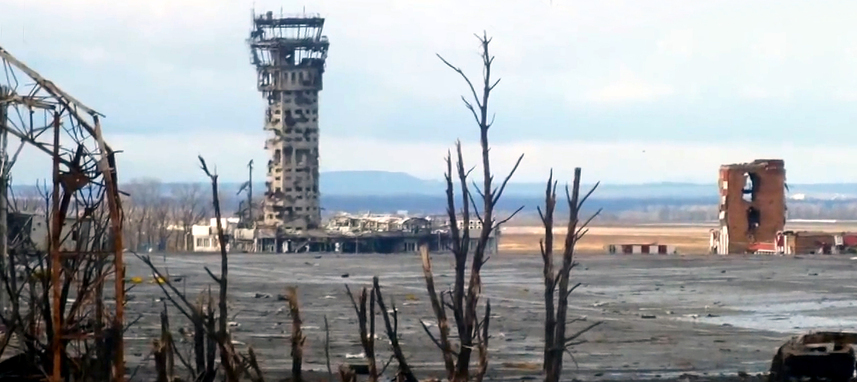
l'aeroport de Donetsk destruït pels russos

Durant la primera etapa dels disturbis, Crimea va ser annexada per la Federació de Rússia després d'una crisi a la regió, la intervenció militar russa i un referèndum criticat internacionalment. Les protestes a les províncies de Donetsk i Luhansk van desembocar en una insurrecció separatista armada. Això va portar el govern d'Ucraïna a llançar una contraofensiva militar contra els insurgents, que va resultar en la Guerra Civil a l'est d'Ucraïna.

### Invasió russa d'Ucraïna el 2022
A la primavera de 2021, Rússia va començar a augmentar els efectius al llarg de la seva frontera amb Ucraïna. El 22 de febrer del 2022, Vladimir Putin va ordenar a les forces militars russes que entressin a les repúbliques separatistes ucraïneses de Donetsk i Luhansk, i qualificà l'acte de “missió de manteniment de la pau”. Putin també va reconèixer oficialment Donetsk i Luhansk com a estats sobirans, totalment independents del govern ucraïnès.

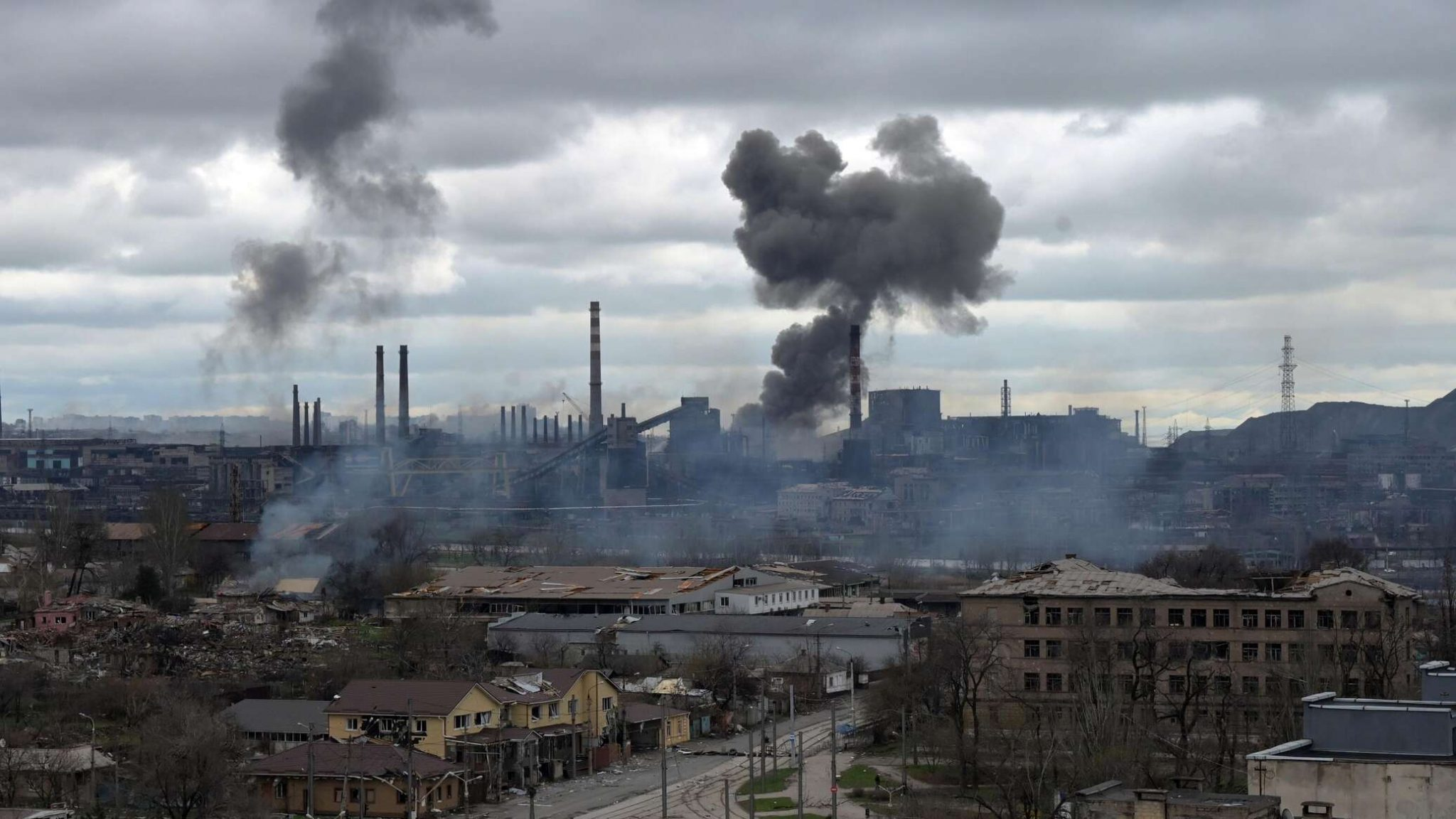
Mariupol destruït pels russos

A les primeres hores del 24 de febrer del 2022, el president rus Vladimir Putin va anunciar una "operació militar especial" per "desmilitaritzar i desnazificar" Ucraïna, i va llançar una invasió a gran escala del país. Més tard, el govern ucraïnès va anunciar que Rússia havia pres el control de Txornòbil.
El 28 de febrer del 2022, Ucraïna va sol·licitar la seva admissió immediata a la Unió Europea com a resposta a la invasió i va suspendre l'activitat de 10 partits polítics el mes de març. Al juny de 2023, la República de Moldàvia va rebre l'estatus de candidat a la membre de la Unió Europea, juntament amb Ucraïna,

## Geografia física

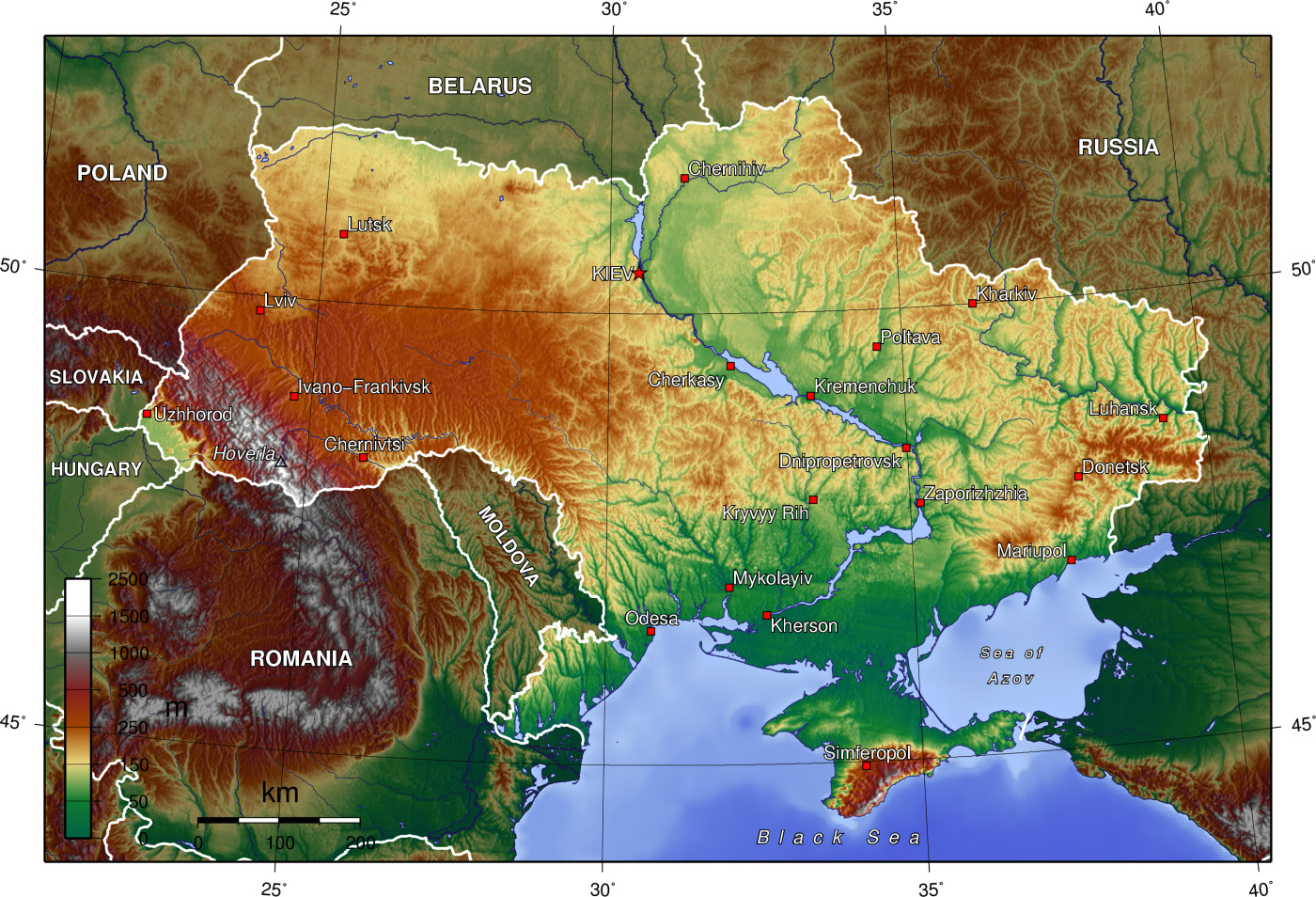
Mapa topogràfic d'Ucraïna

Ucraïna té una posició estratègica a l'est d'Europa, limitant, en el sentit de les agulles del rellotge, amb Belarús al nord, Rússia al nord-est i a l'est, la mar d'Azov i la mar Negra al sud, Romania i Moldàvia al sud-oest, i Hongria, Eslovàquia i Polònia a l'oest. La mar Negra separa Ucraïna també de Geòrgia, Turquia i Bulgària, com també de Romania i Rússia, estats ja mencionats com a fronterers per terra. Amb Rússia, comparteix més quilòmetres de frontera, seguit de Belarús.
L'estat és muntanyós a l'oest, on es troba una secció de la serralada dels Carpats, però en general és força pla, ocupat principalment per un paisatge ondulant d'estepa. El país forma part de la gran plana europea que va des d'Alemanya fins als Urals o, vist des d'una altra perspectiva, comprèn la part final de l'estepa euroasiàtica que comença a Mongòlia.
Hi ha una presència important de llargs rius com el Dniéper, el Dnièster o el Buh Meridional, que són aprofitats pels seus recursos hidrològics. Aquests tres rius majors desemboquen a la mar Negra, on formen els seus limans (un tipus d'estuari). Al sud-oest, el delta del Danubi forma part de la frontera amb Romania.
El punt més alt, tant dels Carpats ucraïnesos com d'Ucraïna, és la muntanya Hoverla, de 2.061 m.

## Política i govern

### Estructura de govern
D'acord amb la primera Constitució ucraïnesa del juny del 1996, Ucraïna és un «estat sobirà i independent», compost per tres branques: els poders executiu, legislatiu i judicial.
El primer està encapçalat pel president, que és escollit per sufragi universal, directe i secret per a un mandat de cinc anys, amb la possibilitat d'una reelecció. El president nomena el primer ministre, que ha de ser ratificat pel poder legislatiu.
Modernament, Ucraïna ha tingut sis presidents:
- Leonid Kravtxuk (desembre de 1991–juliol de 1994)
- Leonid Kutxma (juliol de 1994–gener de 2005)
- Víktor Iúsxenko (del 23 de gener de 2005 - 25 de febrer de 2010)
- Víktor Ianukòvitx (25 de febrer de 2010 - 22 de febrer de 2014)
- Oleksandr Turtxínov (interinament, 22 de febrer de 2014 - 25 de maig de 2014)
- Petrò Poroixenko (25 de maig de 2014 - 20 de maig de 2019)
- Volodímir Zelenski (20 de maig de 2019 -)

El poder legislatiu (Verkhovna Rada) està representat per una sola cambra, el Consell Suprem o Suprema Rada, integrada per 450 membres electes per a un període de quatre anys.
El poder judicial està integrat pels jutjats populars i la Cort Regional, Suprema i Constitucional.
Abans de l'inici de la invasió per part de les tropes russes, Ucraïna estava considerada com un país a mig camí entre els països democràtics i els autoritaris.

### Afers exteriors

Ucraïna i la Unió Europea

Ucraïna ocupa una posició geopolítica estratègica al món, ja que es veu en la necessitat de mantenir bones relacions amb un estat poderós (Rússia); pateix els efectes de l'expansió de la Unió Europea i, tenint en compte el seu passat històric, no és aliè al que actualment passa a l'Orient Mitjà. És un estat de trànsit entre Europa i Àsia.
La política exterior ucraïnesa es basa en aquests punts:
1. Consolidar les seves relacions amb aquests organismes: ONU, CEI, OTAN, G8 i la UE.
2. Buscar la candidatura per ser membre de la UE.
3. Continuar com a observador permanent de l'OEA.
4. Com a membre fundador del Grup GUAM (Geòrgia, Ucraïna, Armènia i Moldàvia), que tenen l'objectiu de promoure la participació dels seus membres en el procés d'integració europea, Ucraïna busca reforçar les relacions amb aquests estats.
5. Buscar una consolidació de les relacions amb Belarús, Kazakhstan i Rússia amb la signatura de l'Acord Sobre l'Espai Econòmic Únic (EEU).
6. Buscar una relació estratègica especial en matèria de cooperació bilateral, diplomàtica i comercial amb Polònia, Rússia, els Estats Units i el Turkmenistan.
7. Enfortir les relacions diplomàtiques i comercials amb Àsia, Àfrica i l'Amèrica Llatina (especialment amb Mèxic).
8. Enfortir relacions diplomàtiques amb el Perú i Veneçuela.
9. Consolidar les relacions comercials amb Iraq (Ucraïna importa petroli iraquià), així com continuar amb la cooperació amb la reconstrucció del país.

### Divisió administrativa
A partir del 2020, el país té la següent divisió administrativa:
| Nivell de subdivisió | Territori                   | Total |
| -------------------- | --------------------------- | ----- |
| Primer               | república autònoma          | 1     |
| Primer               | ciutat amb estatus especial | 2     |
| Primer               | óblasts (províncies)        | 24    |
| Segon                | raions (districtes)         | 136   |
| Tercer               | hromades (municipis)        | 1.469 |

#### Primer nivell
El primer nivell de divisió inclou les 24 províncies, 1 república autònoma (Crimea) i 2 ciutats amb estatus especial: Kíiv i Sebastòpol.
Des del 2014, com a conseqüència de la ocupació russa d'una part del territori ucraïnès, el país a perdut, temporalment, el control sobre els següents subjectes (de forma total o parcial): Crimea i Sebastòpol (2014), óblast de Donetsk (2014), óblast de Luhansk (2014, 2022), óblast de Zaporíjia (2022) i óblast de Kherson (2022).
Vegeu també Categoria: Óblasts d'Ucraïna

#### Segon nivell
El segon nivell de subdivisió són els districtes. El seu nombre total després de la reforma del 2020 actualment és de 136.

#### Tercer nivell
El tercer nivell de subdivisió és la hromada, que és similar a un municipi. Aquesta divisió fou introduïda a la legislació ucraïnesa durant la reforma territorial del 2020. Tots els districtes d'Ucraïna estan subdividits en hromades, excepte el territori de Crimea.
(Vegeu també Llista de ciutats d'Ucraïna)

## Economia
A Ucraïna, encara no s'han dut a terme importants privatitzacions. Per la seva part, el PIB del 2000 va créixer, gràcies a les exportacions, un 6% (el primer any de creixement després de la independència), i la producció industrial va créixer un 12,9%. L'economia va continuar creixent el 2001 un 9% i la branca industrial un 14%, a causa de la forta demanda interna i la inversió.
| Exportacions a | Exportacions a | Importacions de | Importacions de |
| País           | Percentatge    | País            | Percentatge     |
| -------------- | -------------- | --------------- | --------------- |
| Rússia         | 22,6%          | Rússia          | 35,5%           |
| Turquia        | 6,2%           | Alemanya        | 9,4%            |
| Itàlia         | 5,1%           | Turquia         | 7,4%            |
| Alemanya       | 4,5%           | Estats Units    | 3,1%            |
| Altres         | 61,6%          | Altres          | 44,6%           |

A partir de l'any 2000, l'economia ucraïnesa va demostrar un creixement dins de les exportacions, augmentant-les més d'un 10% a l'any. El creixement es va atribuir en gran part a una onada d'exportacions de metalls i de productes químics a la Xina. L'any 2005, el desenvolupament econòmic es va retardar temporalment a causa dels canvis desfavorables en termes de comerç, ja que van baixar els costos d'energia i dels preus del metall.
L'estat importa la majoria de les fonts d'energia, especialment gasoil i gas natural, i en gran part depèn de Rússia com a proveïdor d'energia. El creixement econòmic ha tingut tensions econòmiques amb Rússia a causa de la Guerra del Gas, que va tenir com a rerefons la tendència prooccidental del president Víktor Iúsxenko.
Ucraïna produeix gairebé tots els tipus de vehicles de transport: automòbils, autobusos, carros, vaixells, aeroplans, vagons de metro i de tren, i fins i tot naus espacials. En els últims anys, l'alta producció tecnològica s'hi ha convertit en la norma i la majoria d'indústries han experimentat una modernització significativa, fent que els vehicles de fabricació ucraïnesa siguin més competitius econòmicament. Els avions Antónov i els carros KrAZ s'exporten i fabriquen en molts estats. El sector immobiliari va augmentar aproximadament un 50% pel que fa a les propietats. El 5 de febrer del 2008 va ingressar oficialment en l'Organització Mundial del Comerç (OMC).

## Turisme

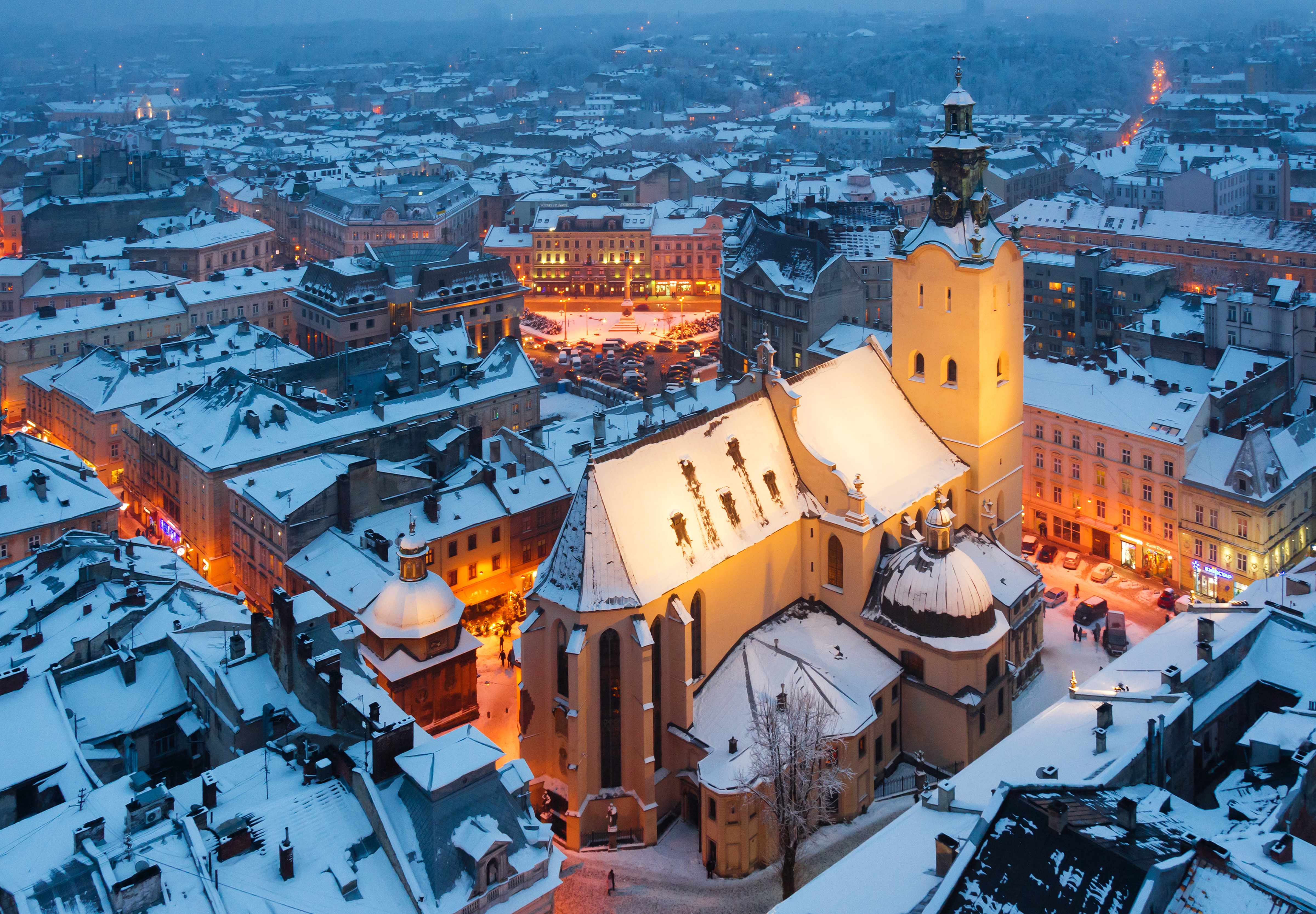
Catedral Basílica de l'Assumpció de Lviv a l'horabaixa.

El 2008 Ucraïna va ocupar el 8è lloc del món en la llista de nombre de turistes que visiten el país, d'acord amb els rànquings de 9l'Organització Mundial de Turisme. Va assolir aquesta posició l'any 2008, i en desplaçà estats com Grècia i Rússia.

## Geografia humana i societat

### Demografia
Es considera que Ucraïna està patint una crisi demogràfica, per l'alta taxa de mort i la baixa taxa de natalitat que té. Actualment, el país té una taxa de natalitat de 9,55 naixements/1.000 habitants, i una taxa de mortalitat de 15,93 morts/1.000 habitants. Un factor important en la contribució a la relativa alta mortalitat és l'alta taxa de mortalitat entre els homes (d'edat laboral) per causes que es poden prevenir, com ara el consum d'alcohol o del tabac. L'any 2007, va decréixer a un ritme que és el tercer més ràpid del món.
Les regions industrialitzades de l'est i del sud-est són les més poblades, i un 67,2% de la població viu en zones urbanes.

### Etnografia
D'acord amb el cens ucraïnès del 2001, la població d'Ucraïna és eminentment d'ètnia ucraïnesa (77,8%), tot i que hi són presents de manera destacada els russos (17,3%) i, més minoritàriament, també belarussos, moldaus, tàtars de Crimea, búlgars, hongaresos, romanesos, polonesos, jueus, armenis, grecs, tàtars, gitans, àzeris, georgians, alemanys ètnics, gagaüsos i d'altres.

### Llengües

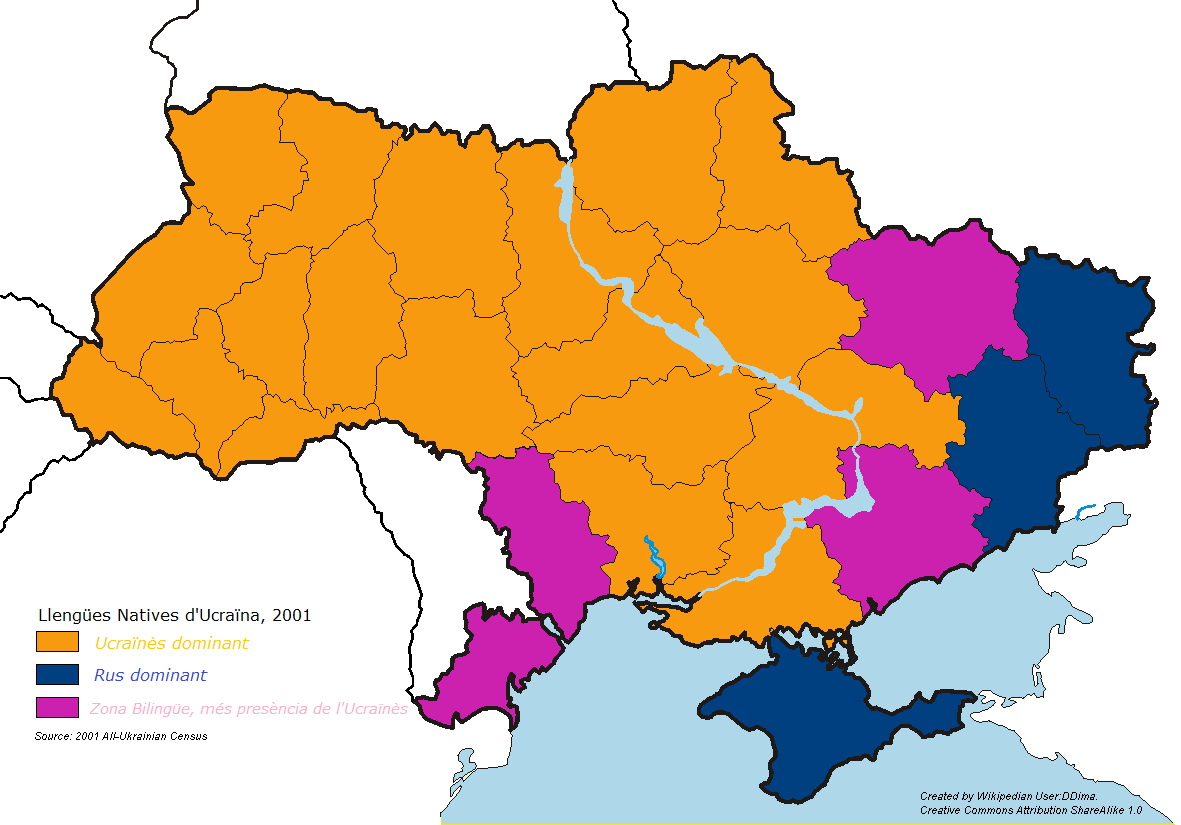
L'ucraïnès i el rus a Ucraïna d'acord amb el cens del 2001

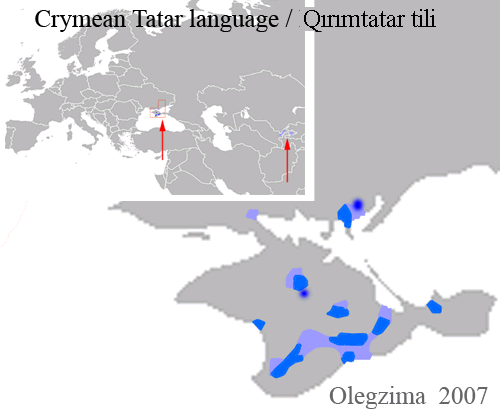
El tàtar de Crimea a Crimea i altres llocs

El parlament d'Ucraïna va aprovar la llei de llengües el 3 de juliol del 2012, per la qual cosa un idioma pot disposar de l'estatus de llengua regional si el nombre de persones que el consideren la seva llengua materna supera el 10% de la població total de la regió.
A Ucraïna, es parla ucraïnès com a llengua autòctona i oficial. També hi ha una part significativa de la població que parla rus, sigui com a segona llengua o primera. Començant des de la Unió Soviètica, o en algunes regions abans, hi va haver un procés de russificació a Ucraïna. La pressió del rus sobre l'ucraïnès ha resultat un fenomen que s'anomena súrjyk, és a dir, una barreja d'ucraïnès i rus. La paraula súrjyk no es refereix (encara) a un dialecte ni té regles específiques, sinó que denomina simplement el mal ús de l'ucraïnès, amb la incorporació (de vegades molt exagerada) de russismes.
Una altra de les llengües autòctones d'Ucraïna, a més de l'ucraïnès, és el tàtar de Crimea, de la família de llengües turqueses, que, com el nom indica, es parla a la península de Crimea, que el 2014 s'adherí a la Federació Russa. També es parlava en zones properes a aquesta península, com les óblast de Kherson i Zaporíjia. Tot i així, són una minoria des de la seva deportació (cap al Kazakhstan i la part asiàtica de l'URSS) i dispersió en temps de Stalin, i lluiten per la supervivència del seu idioma enfront del rus. Gran part de la ciutat d'Odessa és principalment russòfona, com també ho són algunes parts de les óblast de Donetsk i Luhansk.
També hi ha l'idioma rutè, considerat un idioma separat o dialecte de l'ucraïnès per diferents experts. Es parla principalment a la Transcarpàcia.
Hi ha també minories d'armenis (Bílhorod-Dnistrovski, ciutat i óblast de Lviv i Kàmianets-Podilski, per exemple), georgians (una mica per tot arreu), belarussos, moldaus, romanesos i hongaresos (zones frontereres), polonesos (óblast de Volínia, Khmelnitski, per exemple), grecs (costes de la mar Negra i mar d'Azov), jueus de parla jiddisch (particularment óblasts de Lviv, Odessa, i històricament, óblast de Khmelnitski i molts d'altres, de fet, tot l'estat), gitanos o romanís (en particular a les óblasts de Txernivtsí i Ivano-Frankivsk, entre d'altres), alemanys ètnics i altres pobles de parla alemanya, gagaús, àzeris i d'altres. Els krimtxac són una altra minoria de Crimea. El seu idioma està amenaçat.
Diàspora ucraïnesa (Украї́нська діа́спора, Ukraïnska diàspora):
l'ucraïnès es parla, minoritàriament, a les regions properes d'estats fronterers, com ara Rússia, Belarús, Polònia, Eslovàquia i Hongria. També hi ha una nodrida diàspora ucraïnesa en altres parts del món (vegeu la secció sobre demografia amunt). Així, algunes comunitats parlen ucraïnès en estats com ara el Canadà, els Estats Units, Austràlia, l'Argentina i Israel-Palestina. En els últims temps, hi ha hagut molta emigració cap a altres estats d'Europa, en particular Polònia, Eslovàquia, República Txeca, Hongria, Itàlia, Regne Unit i Portugal.

### Religió
La principal religió a Ucraïna és el cristianisme ortodox, dividida principalment en dues branques: una Església ortodoxa sota jurisdicció del patriarcat de Kíiv i una altra de regida pel patriarcat de Moscou. Als anys noranta, una part de l'exarcat ucraïnès de l'Església ortodoxa russa es va declarar autocèfal, condició no reconeguda per les altres esglésies ortodoxes, per tant, actualment hi ha també la denominada Església ortodoxa autocèfala ucraïnesa.
La religió grecocatòlica, també anomenada de ritu uniat, que es podria considerar una mena de fusió entre la religió ortodoxa i la catòlica, es practica principalment a l'oest de l'estat (tot i que no exclusivament), en particular entre els rutens i els ucraïnesos en general a la Transcarpàcia i a les óblast de Lviv, Ivano-Frankivsk i Txernivtsí, religió que també es practica a Romania (Església romanesa unida a Roma, o Església grecocatòlica de Romania).
També hi ha comunitats de catòlics i protestants i un 2% de musulmans.
El judaisme hi és prou important, amb una població de jueus asquenazites de parla jiddisch en diferents parts d'Ucraïna, amb els percentatges més alts de jiddischparlants a les ciutats de Lviv, Odessa, Txernivtsí i Kíiv.
També s'ha de considerar que, com a la resta d'Europa i moltes altres parts del món d'avui, hi ha molts ateus i agnòstics a Ucraïna, cosa que el gràfic següent no reflecteix.
| Religió a Ucraïna                                  | Religió a Ucraïna                                  | Religió a Ucraïna | Religió a Ucraïna | Religió a Ucraïna |
| -------------------------------------------------- | -------------------------------------------------- | ----------------- | ----------------- | ----------------- |
| religió                                            |                                                    |                   | percentatge       |                   |
| Església Ortodoxa Ucraïnesa (Patriarcat de Moscou) | Església Ortodoxa Ucraïnesa (Patriarcat de Moscou) |                   | 50.4%             | 50.4%             |
| Església Ortodoxa Ucraïnesa (Patriarcat de Kýiv)   | Església Ortodoxa Ucraïnesa (Patriarcat de Kýiv)   |                   | 26.1%             | 26.1%             |
| Església grecocatòlica ucraïnesa                   | Església grecocatòlica ucraïnesa                   |                   | 8%                | 8%                |
| Església Ortodoxa Ucraïnesa Autocefàla             | Església Ortodoxa Ucraïnesa Autocefàla             |                   | 7.2%              | 7.2%              |
| Església Catòlica Romana                           | Església Catòlica Romana                           |                   | 2.2%              | 2.2%              |
| Protestantisme                                     | Protestantisme                                     |                   | 2.2%              | 2.2%              |
| Judaisme                                           | Judaisme                                           |                   | 0.6%              | 0.6%              |
| Altres                                             | Altres                                             |                   | 3.2%              | 3.2%              |

### Educació
Hi ha una important xarxa d'universitats a Ucraïna, repartides per tot l'estat, en part herència de la Unió Soviètica, en part herència pròpia, amb universitats tan antigues com ara l'Acadèmia Kyievesa de Mohyla o Acadèmia de Kíiv-Mohyla, fundada el 1615 pel Metropolità de Kíiv, Petró Mohyla. O també la Universitat Nacional de Medicina de Lviv "Danylo Hàlytski", fundada el 1661 a Lviv quan el rei polonès Jan II Kazimierz Waza (o Joan II Casimir Vasa, 1609-1672) li va atorgar l'estatus d'acadèmia al Collegium ja existent. Hi havia estudis mèdics abans, però no va ser fins al 1773 que la facultat mèdica oficial es va establir.

## Cultura i esports

### Símbols culturals i senyes d'identitat nacional ucraïnesa

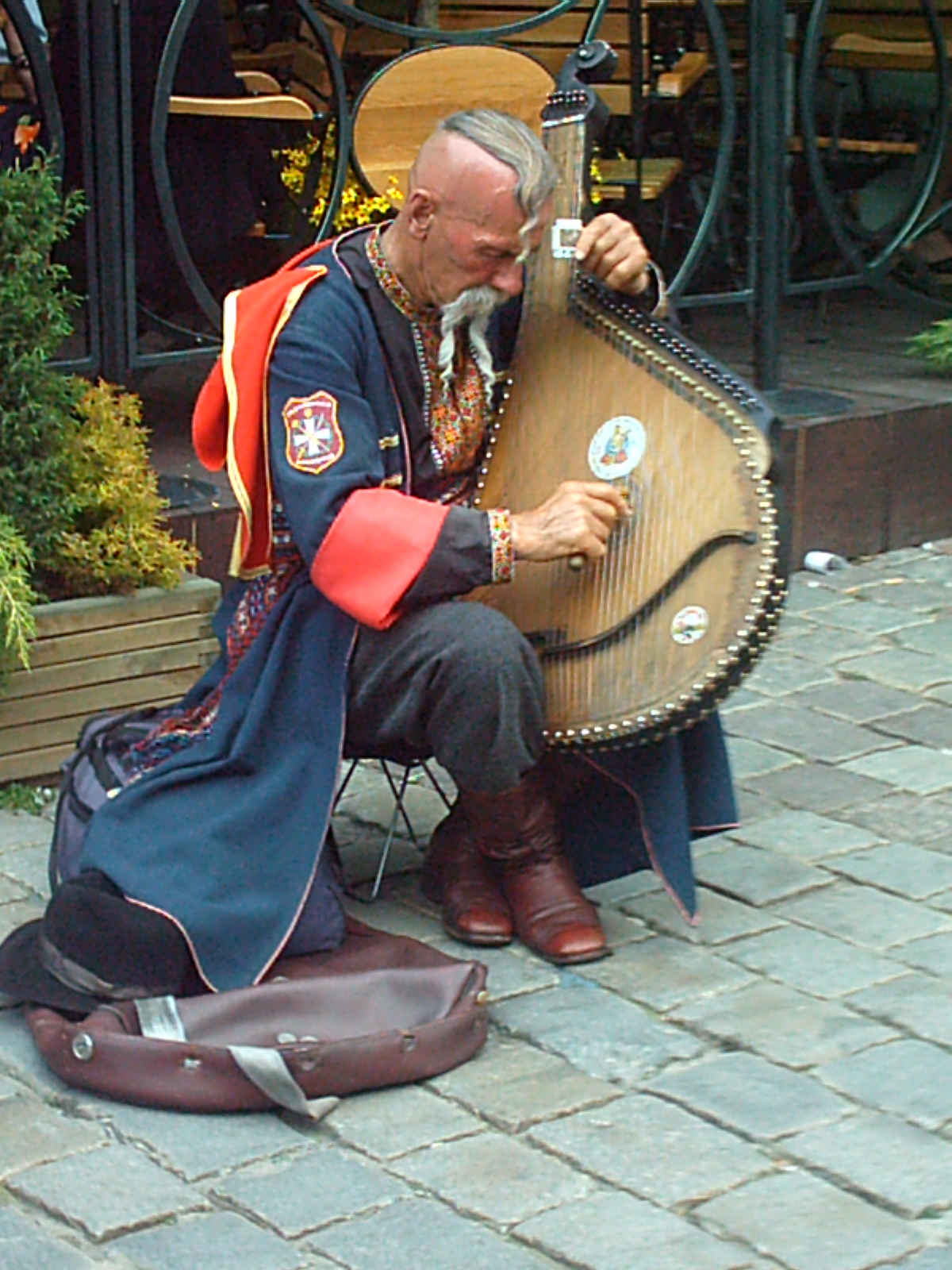
Músic itinerant, cosac ucraïnès, tocant la bandura amb el típic pentinat cosac (Остап Кіндрачук, Ostap Kindratxuk, 'el cosac-bandurista')

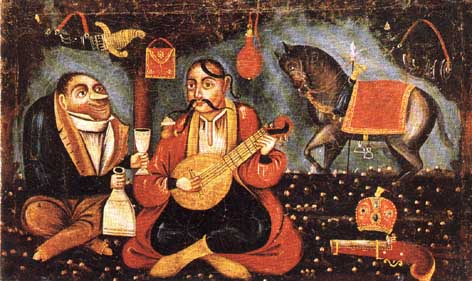
El llegendari cosac Mamai tocant la kobza (pintura de la primera meitat del s. XIX)

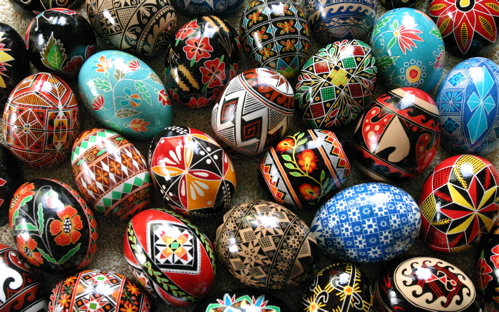
Pýsanky tradicionals i moderns

#### General
- La institució del cosac (sing: коза́к, pl: козаки́), que va néixer a Ucraïna. La figura del cosac se sol associar amb el seu cavall, la kobza o la bandura i l'osselédets (cap rapat amb una cua de cabell que sorgeix de dalt de tot del cap).
- Haidamaki (Гайдáмаки o Гайдaма́ки), uns rebels del segle xviii de la Ucraïna "de la riba dreta" (del Dniéper), que es revoltaren contra l'opressió de la Confederació de Polònia i Lituània (Rzeczpospolita Obojga Narodów). Els haidamaki també donen nom a un poema de Taràs Xevtxenko i a un grup modern de folc rock ucraïnès.
- El Txumatsvo (Чумацтво), ofici de comerciant itinerant des del s. XV fins al s. XIX a Ucraïna. Els txumaký (singular: чумак, txumak) eren una classe social de comerciants que transportaven molts productes, però el més important n'era la sal. Feien camins regulars, com ara des de la mar Negra fins a la regió de Halytxynà (Galítsia), i els camins que freqüentaven acabaven blancs per la sal que anava caient. És per això que la Via làctia en ucraïnès és coneguda com el Camí dels Txumaký (Чума́цький Шлях, Txumàtsky Xliakh). Txumak també és el nom d'un ball popular.
- Txornozem: Ucraïna és famosa per la seva terra negra o txornozem (чорнозе́м), un sòl altament fèrtil. A Ucraïna, n'hi ha capes de fins a 2 metres.

#### Música i balls més emblemàtics
- Hopak (гопа́к), el ball típic dels cosacs, on salten, etc., que és tan vistós i que requereix habilitats d'acrobàcia. Es pot ballar sol, en parella o en grup. Va sorgir entre els cosacs com una mena de ball-joc-exercici imitant moviments de batalla o de defensa personal. En això, té paral·lels amb la capoeira del Brasil. Avui dia, s'ha conservat l'hopak com a ball tradicional, i també s'ha recuperat com un esport-art marcial. En aquest últim cas, s'anomena hopak de combat, o boiovýi hopak (Бойови́й гопа́к). Hi ha clubs que practiquen aquesta art marcial a Lviv, Kíiv, Ternòpil, Txernivtsí, Khmelnitski, Kàmianets-Podilski i Kirovohrad.
- Kozatxok (козачо́к), alegre ball popular que era molt estès entre els cosacs i en general a Ucraïna. La paraula és el diminutiu de cosac, i també es feia servir per a denominar una mena de patge.
- Kolomyika (коломи́йкa), tipus de cant i ball popular.
- Cant coral popular, com a expressió de música tradicional.
- Kobzar (кобза´р), bard itinerant que acompanya els poemes èpics cantats anomenats duma (дума) amb la kobza, o a vegades amb la bandura o lira de roda. Sovint els kobzars són cecs.
- Kobza (ко´бза), o llaüt ucraïnès.
- Bandurist (бандури́ст, també банду́рник, банду́рщик, bandúrnyk, bandúrsxyk), músic itinerant que toca la bandura (банду́ра), instrument de corda tradicional ucraïnès similar a una cítara. Els que són cecs s'anomenen kobzars.
- Lírnyk (лі́рник), músic itinerant que cantava i canta cançons èpiques, històriques i religioses acompanyant-se amb la 'lira de roda' (Ліра колісна, lira kolisna), la versió ucraïnesa de la viola de roda. Sovint eren i són músics cecs. Pertanyien al mateix gremi que els kobzars.
- Lira ucraïnesa (ліра), la viola de roda ucraïnesa.
- Trembita (трембі́та), instrument musical tradicional dels hutsuls, als Carpats, similar a la trompa alpina.
- etc.

#### Arts decoratives
Entre les diferents arts decoratives d'Ucraïna, aquestes dues tècniques són particularment emblemàtiques. Vegeu a baix sota "cultura popular" per saber-ne més.
- Vyxyvanka o vyxývanka (вишива́нка o виши́ванка)
- Pýsanka, pl. pýsanky (пи́санка, pl. пи́санки)
- Pintura de Petrykivka (Петриківський Розпис, Petrykivski Ròzpys o Petrykivski Rózpys), una escola de pintura popular i art decoratiu al poble de Petrykivka (Петрикі́вка).

#### Plats i menjars emblemàtics

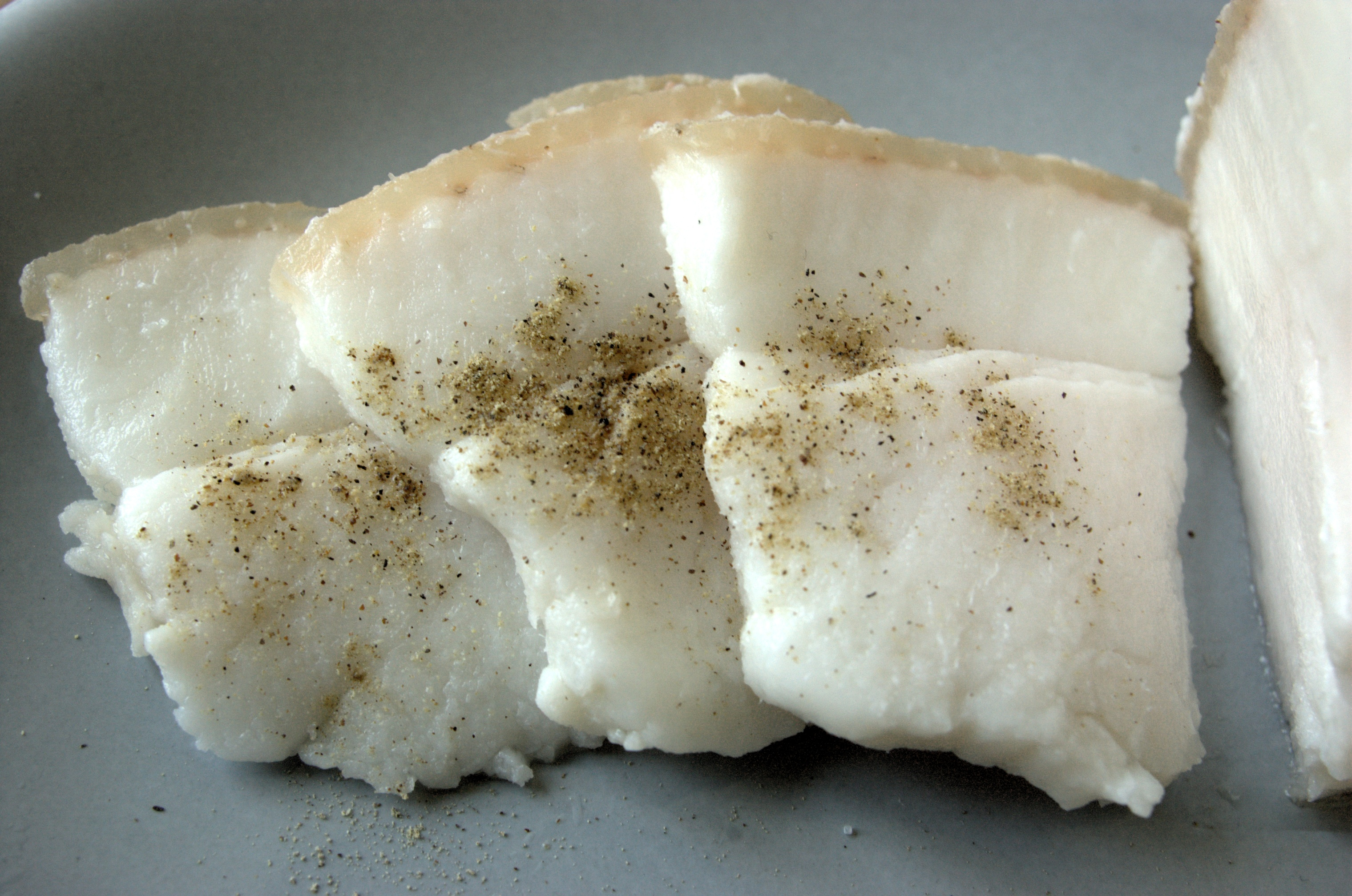
Salo servit amb pebre

- Borsx o borsxtx (борщ), la sopa nacional, a base de remolatxa; sovint conté també patates, col, agrella, carn de vedella, etc.; se serveix amb smetana (el que se'n diu "crema de llet agra", coneguda en francès com a crème fraiche, en alemany com a saure Sahne i en anglès com a sour cream), i herbes fresques, com ara julivert o anet. De fet, es fan molts diferents tipus de sopa, que resulta un plat clau a l'hora de dinar o sopar.
- Varényky (варе́ники), mena de ravioli sinoucraïnès portat per l'Horda d'or al segle x.
- Osselédets pid xúboiu, arengada sota 'abric de pell' (amanida freda de remolatxa i arengada, entre altres ingredients).
- Holubtsý (голубці), farcellets: fulles tendres de col farcides de carn picada de porc o vedella i arròs i cuinades en una salsa.
- Salo (cansalada) (са́ло), cansalada (sense viar).
- Khrin (хрін), un condiment similar a la mostassa, però fet de rave picant, gairebé igual al wasabi japonès. La picantor puja al nas i no afecta pas la boca.
- Kaixa: és un concepte important en la cuina de l'Europa de l'Est. Significa tant cereals cuinats (com seria l'arròs), com també farinetes. S'hi menja una gran varietat de cereals o gramínies, des de fajol (hretxka) fins a ordi (iatxmín), passant per l'arròs, el sègol (jyto), la civada (ovès) i el blat (pxenýtsia).
- etc.

#### Begudes nacionals

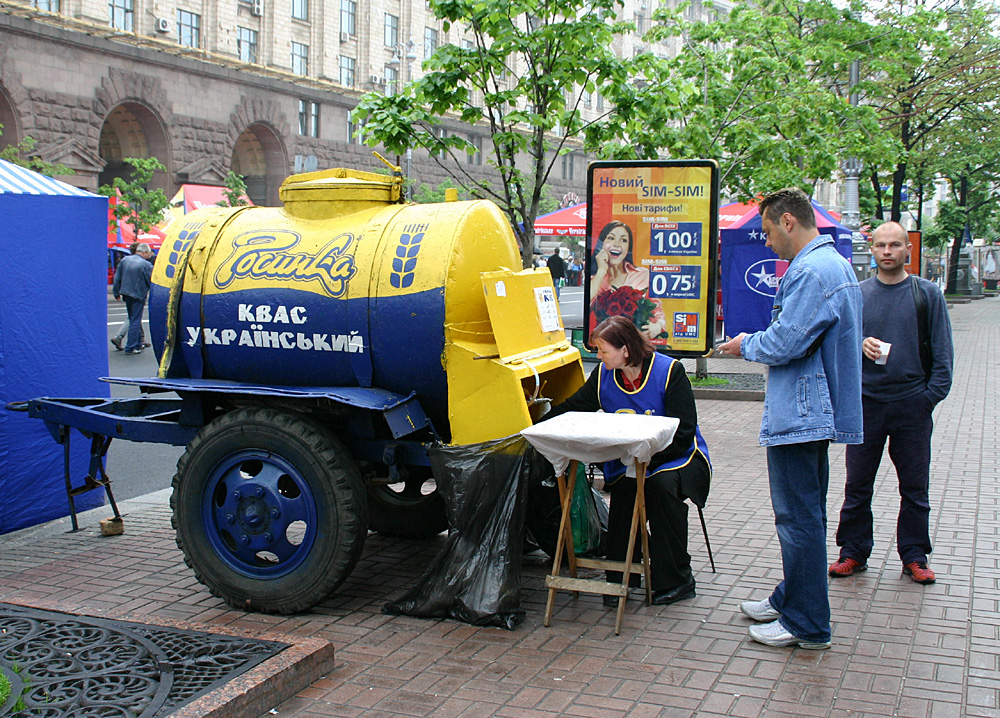
Venedora de Kvas a Kíiv, 2005

Un brindis típic a Ucraïna és "budmo" (Будмо), que significa 'serem' i que ve a ser l'equivalent del nostre "som i serem".
- Te (чай), Ucraïna és un país de te, excepte a la regió de Lviv, on la influència de l'Imperi austrohongarès, dels polonesos i dels armenis presents es nota en el fet que el cafè (que es diu, per cert, cava = кава) hi ha arrelat.
- Pyvo (пи́во): cervesa, una tradició molt antiga a Ucraïna. Hi ha moltes petites cerveseries i es fa una cervesa d'alta qualitat artesana, com també industrial. S'acompanya amb peix sec anomenat taranka o taranyka (таранька).
- Horivka o horilka (горі́вка), la paraula per a vodka en ucraïnès. Acompanya el menjar. També n'hi ha de picant, que es diu horilka z pertsem (horilka amb bitxo). De fet, hi ha una infinitat de varietats de derivats de l'horilka, normalment casolans, i s'hi afegeix fruita, herbes aromàtiques, etc.
- Quefir, beguda similar a un iogurt líquid.
- Kvas, beguda de pa fermentat amb un mínim de contingut alcohòlic, tan baix, de fet, que la beguda es considera apta per a nens.
- Vi, que anomenen vynó (вино́). Al sud de l'estat, vora la mar Negra, en particular a l'óblast de Kherson, hi ha una llarga tradició vinícola. S'hi elaboren vi, cava (Шампанське, xampanske), moscatell i vins de postres com el "massandra", i similars al porto i madeira. Vegeu, per exemple, una foto de l'entrada de les caves Koktebel, a Crimea Arxivat 2010-03-14 a Wayback Machine..
- Un sens fi de sucs naturals de fruita fresca, suc de compota i suc elaborat a partir de fruita fumada.

### Cultura popular

#### Festes d'Ucraïna
| Data          | Festa                             |
| ------------- | --------------------------------- |
| 1 de gener    | Cap d'any                         |
| 7 de gener    | Nadal                             |
| 8 de març     | Dia Internacional de la Dona      |
| 1 i 2 de maig | Dia Internacional del Treball     |
| 9 de maig     | Dia de la Victòria                |
| 28 de juny    | Dia de la Constitució             |
| 24 d'agost    | Dia de la Independència d'Ucraïna |
| Dates mòbils  | Pasqua                            |
| Dates mòbils  | Santíssima Trinitat               |

#### Arts decoratives populars
A part del tall de fusta en l'arquitectura popular, hi ha moltes formes d'art decorativa popular, com ara aquestes:
- Vyxyvanka o vyxývanka (вишива́нка o виши́ванка), els brodats tradicionals, espectaculars. Són tot un món i motiu de gran orgull per a la població.
- Pýsanka, pl. pýsanky (пи́санка, pl. пи́санки), ous pintats en gran detall per Pasqua, una tècnica i art popular.
- Pintura de Petrykivka (Петриківський Розпис, Petrykivski Ròzpys o Petrykivski Rózpys), una escola de pintura popular i art decorativa al poble de Petrykivka (Петрикі́вка). Consisteix principalment en una tècnica de dissenys florals sobre fusta, tela, paper. Alguns dels mestres més coneguts són, d'abans: Tetiana Pata (Тетяна Якимівна Пата, 1884 - 1976), Hanna Pavlenko (Ганна Павленко), Nadia Avràmivna Bilokin (Наді́я Авра́мівна Білокі́нь, 1893 - 1981), Oryxka Pylýpenko (Оришка Пилипенко); d'ara: Marfa Ksenofòntivna Tymtxenko (Ма́рфа Ксенофо́нтівна Ти́мченко, 1922), Fédir Sàvovytx Pankó (Фе́дір Са́вович Панко́), Vassyl Sokolenko (Василь Соколенко) i Zóia Kudix (Зоя Кудіш), entre d'altres.
  - Vegeu exemples de l'art a: pàgina sobre la pintura de Petrykivka (en anglès); Una imatge mestra - un arbre "riabyna" (pàgina en anglès, ucraïnès, rus); Pàgina d'una escola d'educació infantil a Petrykivka on mostren exemples de l'art (en ucraïnès); una pàgina sobre mestres de l'art Arxivat 2009-04-30 a Wayback Machine. (mig en ucraïnès, mig en rus).
- L'art decorativa de la vytynanka (витинанка), un tipus de collage popular amb retalls molt fins i motius tradicionals. Un dels exponents d'aquest art fou Maria Oksentíïvna Rudnenko (Марія Оксентіївна Руденко, 1915-2003). Per veure exemples de la seva obra i aquesta tècnica, vegeu aquesta pàgina.
- La pintura naïf en general és molt típica a Ucraïna: una de les seves manifestacions es palesa en la pintura d'icones sobre vidre. Comença amb un article sobre la pintora contemporània d'icones sobre vidre, Halyna Kuzmenko-Kuznetsova (Галина Кузьменко-Кузнєцова), després sobre la tècnica tradicional de la pintura d'icones sobre vidre dels segle xviii-XIX, i continua amb altres artistes contemporanis en altres tècniques pictòriques, a més d'obres populars anònimes dels segle xviii i xix.

### Museus

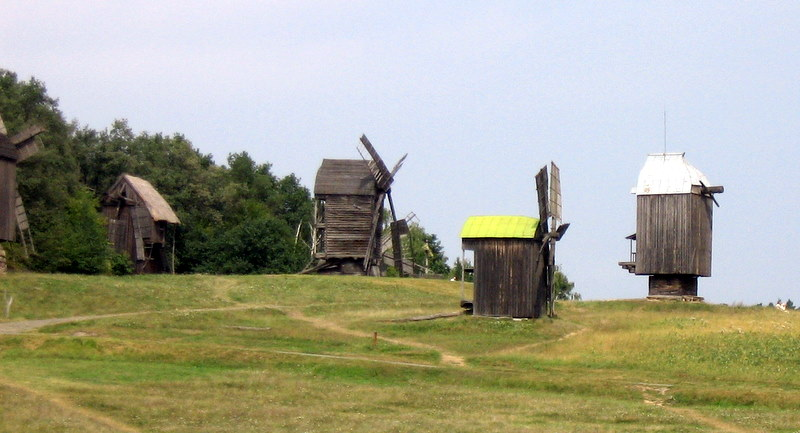
Molins de vent al Museu d'Arquitectura popular nacional a Pyróhiv

Hi ha molts museus, molt repartits pel territori, de manera que en un lloc inesperat et pots trobar amb una col·lecció molt bona d'art, tot i que possiblement petita. Al Museu municipal d'art de Khmelnytski, per exemple, hi ha una compacta però excel·lent col·lecció d'obres de Maria Pryimatxenko (però no sempre exposades per falta d'espai).

#### Museus al territori d'Ucraïna
- Museu Nacional d'art d'Ucraïna, Kíiv. Tot i que petit, té una bona selecció de pintura de tots els temps. Es troba a Kíiv. Vegeu: article a la plana de Welcome to Ukraine (article en anglès més una selecció d'imatges).
- Casa museu de Pavló Tytxyna, Kíiv. Museu sobre la vida i obra d'aquest poeta i polític ucraïnès, en greu perill de desaparèixer a causa de l'especulació i falta de política cultural.
- Museu Nacional de Lviv, Lviv. Un dels museus més grans d'Ucraïna, conté la col·lecció més gran d'icones (unes 4.000) i art popular del país; també té altres obres: pintura, gravats, manuscrits, publicacions, etc.
- Museu de la Pýsanka, Kolomýia, óblast d'Ivano-Frankivsk. Museu dedicat a l'art ucraïnès de pintar ous.
- Museu Nacional d'Art Decorativa Popular d'Ucraïna, Kíiv. Un dels museus d'art més grans d'Ucraïna, es troba dins el recinte del monestir de les Coves de Kíiv.
- Museu Ivan Hontxar - Centre de Cultura Folklòrica d'Ucraïna (Український центр народної культури «Музей Івана Гончара») a Kíiv: vegeu-ne la pàgina oficial (en ucraïnès, rus i anglès).
- Museu del Patrimoni Cultural d'Ucraïna: obres d'artistes que es veieren forçats a viure en l'exili (vegeu Diàspora ucraïnesa).
- Museu d'Art Occidental i Oriental de Kíev (Київський музей західного та східного мистецтва), també conegut com a Museu d'Art de Bohdan i Vàrvaro Khanenko (Музей Мистецтв імені Богдана та Варвари Ханенків), museu dedicat a l'art de l'Europa occidental, d'una banda, i de l'altra, a l'art oriental (Orient Llunyà, Pròxim Orient, Àsia central), de la qual té una magnífica col·lecció.

#### Pobles museu, ecomuseus a l'aire lliure a Ucraïna
L'ecomuseu o poble museu és un concepte molt comú a Ucraïna, on se'n diuen skànseny o skànsens (ска́нсени, skànseny), paraula d'origen escandinau, o també prosto neba (просто неба), frase que vol dir 'a l'aire lliure' (literalment: 'simplement al cel').
- Museu d'Arquitectura popular i etnografia d'Ucraïna (Музей народної архітектури та побуту України), prop del poble de Pyróhiv, l'óblast de Kíiv. Conté arquitectura i objectes d'art tradicional de tota Ucraïna.
- Museu d'Arquitectura popular, etnografia i art infantil de Prelesne (Музей народної архітектури, побуту та дитячої творчості в селі Прелесне), poble de Prelesne, óblast de Donetsk. A part dels edificis (habitatges, molins de vent de fusta, etc.), conté col·leccions d'art naïf i popular, i d'art fet per nens.
- Assentament d'en Mamai, Centre d'informació Cosac Mamai (Мамаєва Слобода, Центр народознавства "Козак Мамай"), es troba en un parc a la ciutat de Kíiv. Recreació d'un assentament cosac del segle xviii.
- Museu d'Arquitectura popular i etnografia a mig curs del Dnièper (Музе́й наро́дної архітекту́ри та по́буту Сере́дньої Наддніпря́нщини), prop de Pereiàslav-Khmelnytski (Переяслав-Хмельницький), óblast de Kíiv. Arquitectura, objectes d'art popular, algunes peces arqueològiques i monuments megalítics (Кам'яні баби, kàmiani baby, en singular: Кам'яна баба, kàmiana baba, o sigui, 'dona de pedra', per exemple).
- Xevtxénkivski hai, nom complet: Museu d'Arquitectura popular i etnografia "Xevtxénkivski hai" (Шевче́нківський гай — етно-парк; Музей народної архітектури і побуту «Шевченківський гай»), prop de Lviv. S'enfoca cap a l'arquitectura i l'etnografia de la Ucraïna occidental, en particular Halytxynà i el Hutsuls, Lemkos i Boikos (rutens o rusyny, русини), però també Bucovina, Podíl·lia i Volyn.
- Museu d'Arquitectura popular i etnografia de Zakarpàttia (Закарпатський музей народної архітектури та побуту), a Újhorod, Transcarpàcia. Esglésies de fusta espectaculars i altres edificis, principalment de fusta, com també de tova o maçoneria.

#### Museus a l'estranger relacionats amb Ucraïna
- Poble museu del patrimoni cultural ucraïnesocanadenc (ucraïnès: Село́ спа́дщини украї́ноканадської культу́ри, Seló spàdsxyny ukraï´nokanadskoï cultury; anglès: Ukrainian Cultural Heritage Village), prop d'Edmonton, Alberta (Canadà), sobre la vida dels immigrants ucraïnesos del s.XIX a Alberta. Forma part del gran complex de l'Ecomuseu del país de Kalyna.
- Ecomuseu del país de Kalyna (Kalyna Country ecomuseum, Еко-туристичний музей Калина Кантрі), província d'Alberta (Canadà).

### Teatres
A Ucraïna, en part com a herència de la Unió Soviètica, hi ha molts diferents teatres en la majoria de les capitals de província i d'altres. Hi ha edificis especials per a òpera, per a teatre, per al teatre de titelles i per al circ. És particularment interessant la importància que tingué (o que té) el circ i el teatre de titelles, com per tenir un lloc permanent en cada província dedicat només a aquell art, sovint consistent en edificis grans, a vegades espectaculars, com els del circ i de titelles de Kíiv.
Vegeu, per exemple, la imatge panoràmica interactiva de l'edifici del teatre de titelles de Kíiv, unes imatges del teatre a la pàgina del "Deutscher Friedensstifter" a flikr (en alemany, topònims transcrits del rus), i la pàgina oficial; la pàgina de Dyven, el teatre de titelles de l'óblast de Khmelnytski.
Destacats teatres d'òpera són els de Lviv, Odessa i Kíiv.

### Festivals (música, ball, cinema, literatura, humor)
- LitFest, Festival Internacional de Literatura de Lviv, que té lloc anualment en combinació amb el Fòrum d'Editors de Lviv (fira del llibre). Té lloc al setembre de cada any a Lviv, i és la fira del llibre més important d'Ucraïna, com també una de les més importants de l'Europa de l'Est. A part d'ucraïnesos, hi concorren escriptors i editors de l'àmbit eslau de llocs tan diversos com ara Rússia, Polònia, Belarús, Eslovàquia, Croàcia, Sèrbia i Eslovènia, i també dels països bàltics (Lituània, Letònia, Estònia), germànics i nòrdics (Alemanya, Suïssa, Àustria, Noruega) i Israel i Palestina, per exemple. L'any 2009, també hi va haver una comitiva d'escriptors catalans.
- HoholFest (ГогольFest, o també: Театрально-музично-кіно-мистецький фестиваль ГогольFest), anomenat GogolFest en rus i anglès. Aquest festival multidisciplinari d'art contemporani (teatre, música, dansa, cinema, literatura i les arts visuals i audiovisuals, performance-accions artístiques, etc.) té lloc a Kíiv cada any el setembre des del 2007. El nom, el té en honor de l'escriptor ucraïnès i rus Mikola Hóhol, conegut en el món com Nikolai Gógol. És un festival molt important i prou emblemàtic a Ucraïna, i atrau participants d'arreu. L'any 2010, per exemple, a part d'ucraïnesos, hi serien presents companyies i artistes d'estats com ara Belarús, Polònia, Rússia, Lituània, Letònia, Hongria, Romania, Finlàndia, Suècia, Països Baixos, Alemanya, Suïssa, França, Portugal, estat espanyol, Itàlia, el Brasil, Argentina, Iran, Estats Units i Gran Bretanya. Vegeu-ne la pàgina oficial Arxivat 2010-03-15 a Wayback Machine. (en ucraïnès, rus i anglès).
- Festival internacional de música "Porta de Hiozliov - Basar Oriental" (фестиваль «Гёзлёв къапусы - Східний базар», Festival Hiozliov kapussy - Skhidnyi bazar, la transcripció del tàtar només és aproximativa). Es presenta en tàtar de Crimea i ucraïnès i es retransmet per la televisió nacional. S'enfoca cap a les cultures turqueses de Crimea i antigues repúbliques de la Unió Soviètica, però hi ha participants d'arreu. El nom Porta de Hiozliov prové de l'antic nom de la ciutat de Ievpatòria, on es fa el festival a finals d'agost. El 2009 en va tenir-ne lloc la sisena edició.
- Festival de Jazz de Koktebel: es fa al setembre de cada any al municipi costaner i turístic de Koktebel, a Crimea. Atrau un públic de tot l'espai de l'antiga URSS i hi participen músics de renom d'arreu del món.
- MakhnòFest, Festival underground musical i literari Dia de la independència amb en Makhnò (МахноФест, MakhnòFest o Музи́чно-літерату́рний андергра́ундовий фестива́ль «День Незале́жності з Махно́м», Muzytxno-literaturnyi andergràundovyi festyval Den nezaléjnosti z Makhnom), Huliaipole, óblast de Zaporíjia. Aquest potent festival de música i literatura es fa cada any al lloc de naixement de Nèstor Makhnò al voltant del dia de la Independència d'Ucraïna. L'organitza l'associació cultural "L'última barricada" (Мистецького об'єднання «OstаNNя Барикада», "Ostànnia Barrykada").
- Artpole (Camp d'art), abans Xexory o Xexory de Podíl·lia (Артполе, Шешо́ри o Шешори Подільскі), festival de música ètnica i art natura. Va començar el 2003 al poble de Xexory (óblast d'Ivano-Frankivsk), als Carpats o pre-Carpats, per desplaçar-se el 2007 al poble de Vorobíïvka, óblast de Vínnitsia. Té lloc al juliol.
- Festival de música Taràs Bulba (Музичний рок-фестиваль «Тарас Бульба»), ciutat de Dubno (Ду́бно), a l'óblast de Rivne. Festival anual de rock, pop i música etno, que té lloc a la riba del riu Ikva, sota les muralles del castell de Dubno.
- KlezFest a Ucraïna (Клезфест в Україні), festival enfocat al gènere de música tradicional jueva del klezmer, que té lloc anualment a Kíiv des del 1999.
- Els Laureats del Premi Nobel, Festival d'humor panucraïnès («Лауреат Нобельської премії» всеукраїнський фестиваль гумору). Aquest festival d'humor i sàtira té lloc cada any des del 2003 al poble de Nóbel (Но́бель), óblast de Rivne (d'allí el nom humorístic del festival).

### Balnearis
Ucraïna té un gran nombre de sanatoris, balnearis i spas amb aigües minerals i termals. Vegeu-ne aquesta pàgina explicativa (en ucraïnès, rus i anglès).

### Esports

#### Futbol

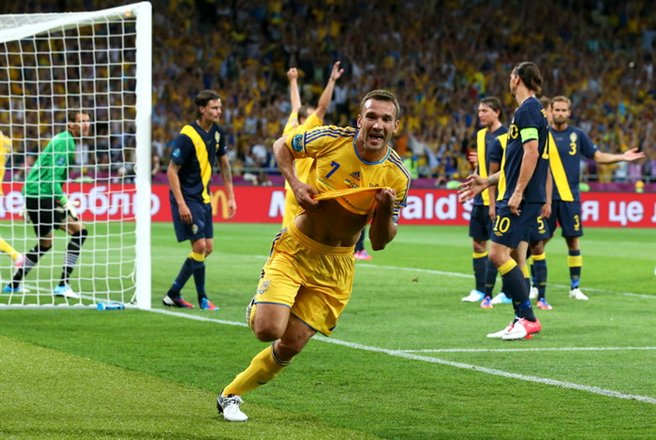
El futbolista ucraïnès Andrí Xevtxenko celebra un gol contra Suècia a l'Eurocopa 2012

Ucraïna fou la seu de l'Eurocopa 2012, la màxima competició de futbol entre seleccions europees. Fruit de la candidatura conjunta amb l'estat veí de Polònia, va ser el primer gran esdeveniment esportiu que es va disputar a Ucraïna després de la seva independència de l'URSS. Formant part de la Unió Soviètica, a Kíiv s'hi va disputar un partit de la competició de Futbol als Jocs Olímpics d'estiu del 1980. Els equips de futbol més coneguts són el Xakhtar Donetsk i el Dinamo Kíiv.
Trívia:
Des que han fitxat el defensa ucraïnès Dmytró Txyhrynski, (Дмитро Чигринський o Дмитро Анатолійович Чигринський), simplificat a Dmitró Txigrinski als mitjans, que va arribar a Catalunya a l'agost d'enguany (2009), tots els partits del Barça són retransmesos per la televisió ucraïnesa.
    Selecció de futbol

#### Escacs
Personatges d'abans destacats:
- Fédir Parfénovytx Bahatirtxuk (Фе́дір Парфе́нович Богатирчу́к, anglès: Fedir Bohatyrchuk, 1892, Kíiv - 1984, Оttawa) — jugador d'escacs ucraïnès, soviètic i canadenc, metge i home polític, va assolir el títol de campió d'Ucraïna.
- Issaak Boleslavski (Ісаак Єфремович Болеславський, Issaak Efremovitx Boleslavski, 1919-1977) - Gran Mestre d'escacs jueu de Zolotonoixa, 3 cops campió d'Ucraïna i 2 cops subcampió del Campionat d'escacs de l'URSS
- Leonid Stein (Леоні́д Заха́рович Штейн, Leonid Zakhàrovytx Xtein, 1934-1973) - Gran Mestre d'escacs d'origen jueu de Kàmianets-Podilski (Кам'янець-Подільський), óblast de Khmelnitski.

Personatges destacats d'ara:
- Katerina Lahnò (Катери́на Олекса́ндрівна Лагно, Kateryna Oleksàndrivna Lahnó, 1989) - prodigi dels escacs, i la Gran Mestre Femení (WGM) més jove del món (va guanyar el títol a l'edat de 12 anys i 4 mesos, tot trencant el rècord previ de l'hongaresa, Judit Polgár). Va néixer a Lviv, es va criar a la ciutat de Kramatorsk (Краматорськ), on els escacs estan molt arrelats, a l'óblast de Donetsk, i ara viu a Donetsk.
- Miroslava Hrabinska, altrament coneguda com a Myroslava Iakivtxyk (Мирослава Грабінська o Яківчик, 1984, Lviv) - Gran Mestre Internacional.
- Volodímir Hrabinski (Володимир Олександрович Грабінський, 1974, Lviv) — Mestre Internacional i "entrenador de mèrit d'Ucraïna" (заслужений тренер України), és a dir, ha rebut un títol universitari d'esport i s'ha guanyat el títol nacional d'entrenador de mèrit per haver format molts destacats alumnes. Va estudiar a la Universitat Estatal de Cultura Física de Lviv (Львівський державний університет фізичної культури).
- Katerina Dóljikova (Катери́на Олекса́ндрівна До́лжикова, Kateryna Oleksàndrivna Dóljykova, 1988, Kíiv), Gran Mestre Internacional.
- Natàlia Zdebska (Ната́лія Леоні́дівна Зде́бська, Natàlia Leonídivna Zdebska, Kramatorsk), Gran Mestre Internacional.
- Natàlia Hrihorenko (Ната́лія Вади́мівна Григоре́нко, Natàlia Vadýmivna Hryhorenko, 1986, Lviv) - Mestre Internacional.
- Diana Arutiúnova (Діа́на Арту́рівна Арутю́нова, 1988, Simferòpol) - Gran Mestre Internacional
- Tetiàna Vassylévytx (Тетя́на Петрі́вна Василе́вич, 1977, Ievpatòria, Crimea) - Gran Mestre Internacional.
- Valerii Aveskúlov (Вале́рій Дми́трович Авеску́лов, 1986, Antratsyt, Антраци́т, óblast de Luhansk) - Gran Mestre Internacional.
- Oleksandr Beliavski (Олександр Белявський, 1953, Lviv) - Gran Mestre Internacional, representa Eslovènia en competicions internacionals.
- Vassil Ivantxuk (Вас́иль Михáйлович Іванчýк, Vassyl Mykhàilovytx Ivantxuc, 1969, Kopýtxyntsi, óblast de Ternópill) - Gran Mestre Internacional.
- Ruslan Oléhovitx Ponomariov (Русла́н Оле́гович Пономарьо́в, 1983, Hòrlivka, óblast de Donetsk) - Campió del Món de la FIDE (2002-2004), formà part de l'equip ucraïnès campió olímpic a la XXXVI Olimpíada d'Escacs de Calvià, 2004.
- Iuri Krivorutxko (Ю́рій Григо́рович Кривору́чко, 1986, Lviv) - Gran Mestre Internacional.
- Anton Kórobov (Анто́н Сергі́йович Ко́робов, 1985, Khàrkiv) - Gran Mestre Internacional.
- Zakhar Iefímenko (Захар Єфименко, 1985, Kramatorsk) - Gran Mestre Internacional, campió d'Ucraïna.
- Martin Kravtsiv (Мартин Романович Кравців, 1990, Lviv) - Gran Mestre Internacional.

#### Hopak de combat
L'Hopak (гопа́к) és conegut avui dia principalment com a ball tradicional molt acrobàtic dels cosacs ucraïnesos. Tot i així, va originar-se entre els cosacs com una mena de ball-joc-exercici imitant moviments de batalla o de defensa personal, similar a la capoeira del Brasil. Avui dia, també s'ha recuperat com un esport-art marcial. En aquest cas, s'anomena hopak de combat (Бойови́й гопа́к, boiovýi hopak), i també lluita cosaca (козацький двобій, kozatski dvobíi). Hi ha clubs que practiquen aquest art marcial a Lviv, Kíiv, Ternópill, Txernivtsí, Khmelnitski, Kàmianets-Podilski i Kirovohrad.

#### Jocs Olímpics
Ucraïna als Jocs Olímpics
| Jocs         | Or | Plata | Bronze | Total |
| Atlanta 1996 | 9  | 2     | 12     | 23    |
| Sydney 2000  | 3  | 10    | 10     | 23    |
| Atenes 2004  | 9  | 5     | 9      | 23    |
| Pequín 2008  | 7  | 5     | 15     | 27    |
| Londres 2012 | 6  | 5     | 9      | 20    |
| Rio 2016     | 2  | 5     | 4      | 11    |
| Tòquio 2020  | 1  | 6     | 12     | 19    |
| Total        | 37 | 38    | 71     | 146   |